# 多摩川サイクリングコース

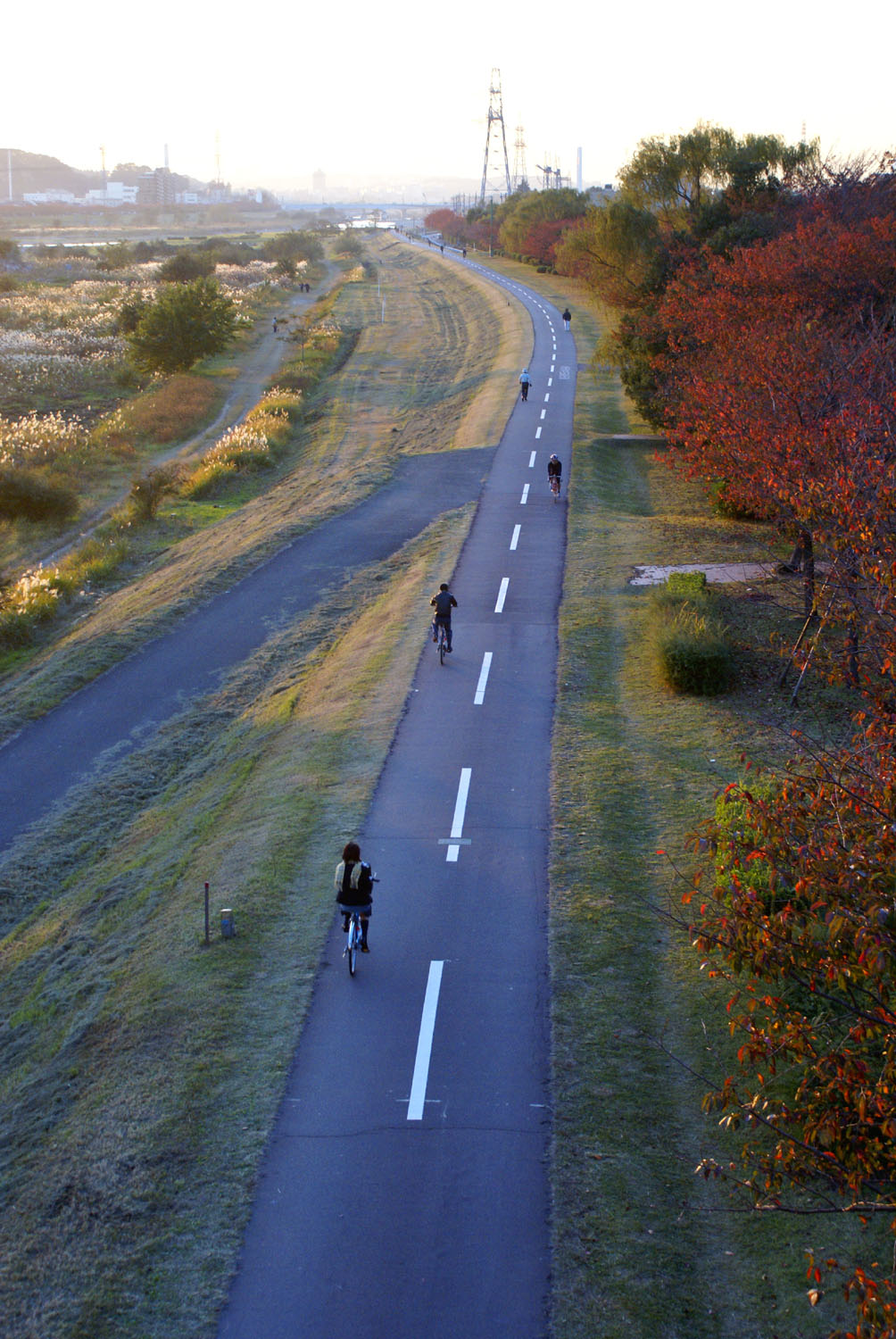
稲城大橋から見た多摩川サイクリングロード。

多摩川サイクリングロード（たまがわサイクリングロード）・多摩川サイクリングコース（たまがわサイクリングコース）は、多摩川の両岸を走るサイクリングコース群の通称である。特に右岸では「サイクリングコース」と名付けられていることが多い。多摩サイの略称がある。

## 概要

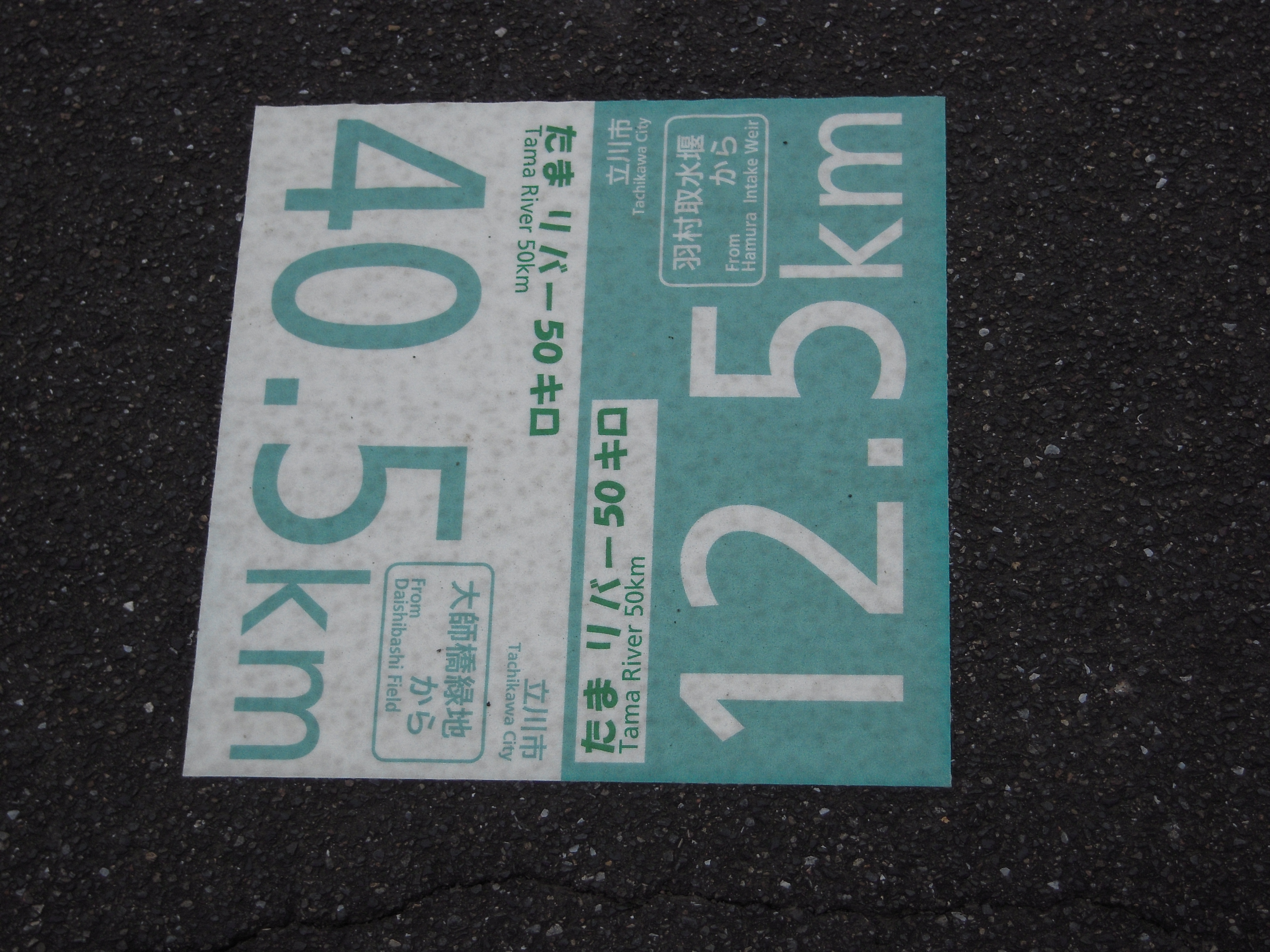
「たまリバー50キロ」の表示その1

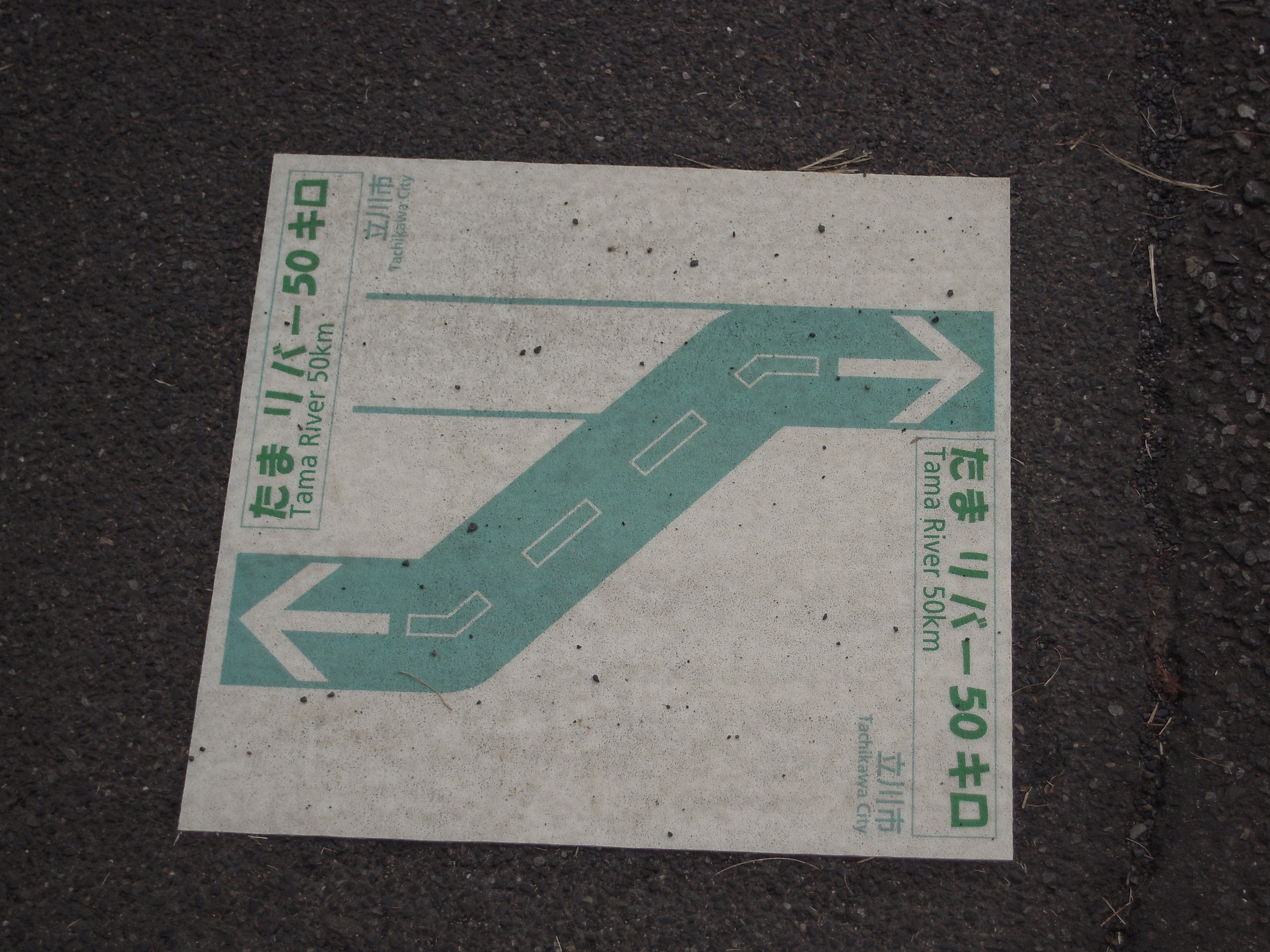
「たまリバー50キロ」の表示その2

「多摩川サイクリングロード」を正式名称とする一本の道路があるわけではなく、各自治体によって正式にサイクリングコースと設定されている道、およびそれらの途切れている箇所を繋ぐ一般道・遊歩道、河川敷や、堤防上に道が無い場合の迂回路、場合によっては道と呼ぶのが憚られるような箇所（堤防の上り下り・川の横断・森の中・等々）も含めた総称が「多摩川サイクリングロード」である。
左岸（東岸・北岸）
海老取川（多摩川の分流）右岸の穴守稲荷神社旧一の大鳥居前（東京都大田区羽田空港）から始まり、羽村市の玉川上水取水堰まで続く小道である。狛江市内を除き、自治体によって整備された歩行者自転車専用道が多いが、すべて繋がっている訳ではない。2014年11月現在、左岸の一部区間は、国土交通省による堤防造成工事のため通行止めになっている。
右岸（西岸・南岸）
多摩運河終点（多摩川に注ぐ）の三愛石油川崎ガスターミナル裏（神奈川県川崎市川崎区殿町）から始まり、羽村市の羽村郷土博物館・旧下田家住宅裏まで続く小道である。未整備・未舗装の区間が左岸より多い。支流の河口付近に橋が無く、大回りを強いられる事が多い。

### たまリバー50キロ
2008年5月、東京都都市整備局は多摩川の東京都側（左岸）で羽田から羽村までのおよそ50キロについて、「ウオーキング、ランニング、散策などが連続して楽しめるよう、案内表示施設の設置や案内マップの作成などを検討」すると発表。このコースの名称を公募した。この公募には487件の応募があり、7月に入選作として「たまリバー50キロ」が発表された

## 区間解説
以下は基本的に、下流から上流へ走った場合を仮定して記述する。

### 河口から大師橋
左岸
（河口 - 海老取川取水口 - 高速大師橋 - 大師橋）
自転車で行ける多摩川沿いで河口に最も近いのは環八通りの羽田空港トンネル手前だが、環八通りの歩道をサイクリングロードとみなすことはまずなく、穴守稲荷神社の旧一の大鳥居前または弁天橋の大師橋側を起点とする事が多い。
堤防上を舗装済みの道が走っているが、弁天橋から多摩川岸までの区間の歩道のみ非舗装の遊歩道である。多摩川岸に達した少し先で管理用道路に入り、一般道から離れる。
右岸
（河口 - 高速大師橋・大師橋）
全区間舗装路が通る。多摩運河側は行き止まりになっており、他の道路との接続が無いため、起点でありながら終点である。大師橋から約1.1㎞下流にある殿町第2公園が、他の道路との接続する（コース外に抜けられる）最下流地点である。これより下流は、企業敷地の境界の塀と多摩川本流との境にある細い堤防上を走るコースである。
端点より1.4kmの地点（ヨドバシカメラアッセンブリーセンター裏、旧いすゞ自動車川崎工場）から川崎市管理区間である川崎市多摩川河口青少年サイクリングコースが始まる。

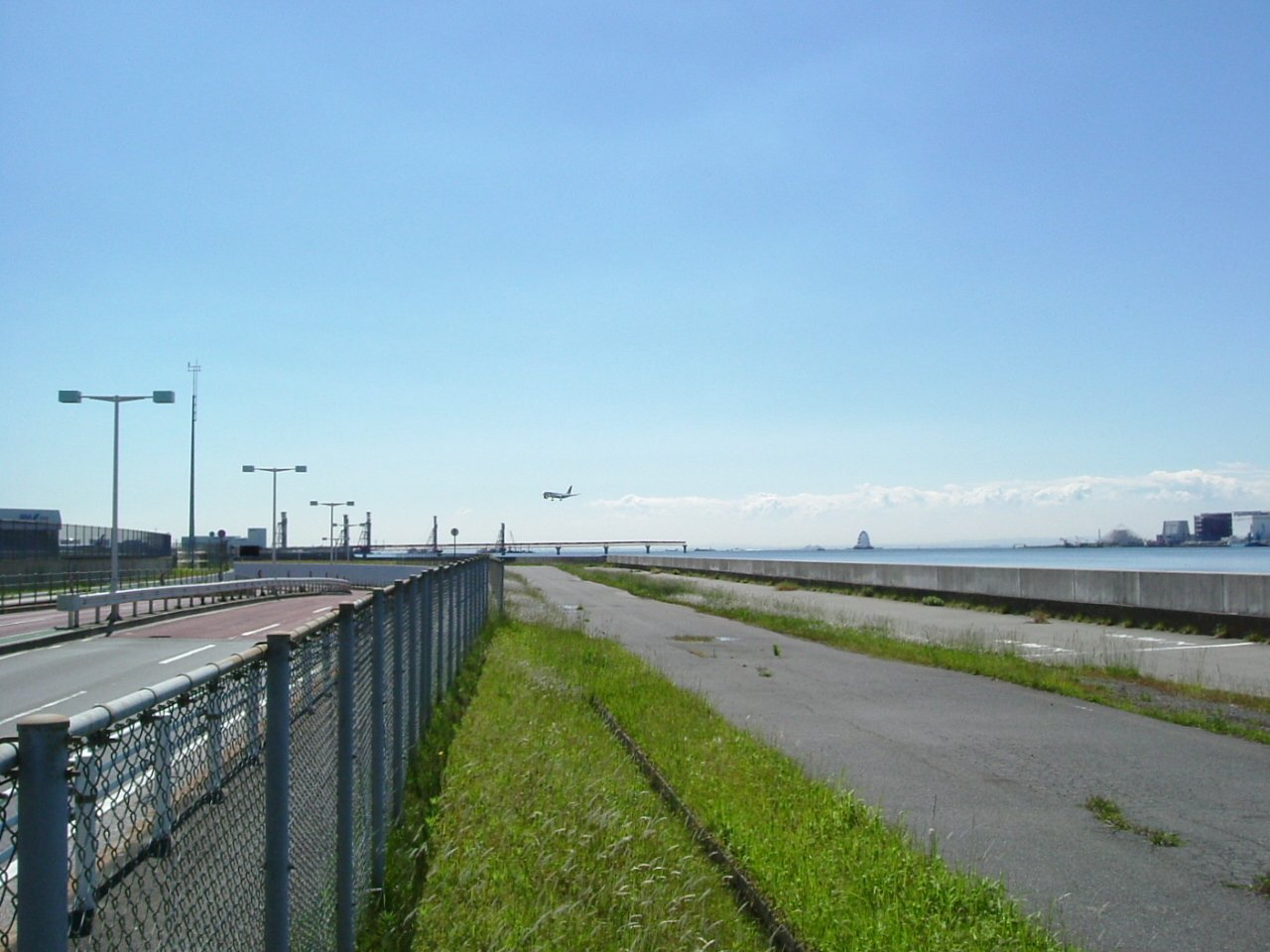
左岸 羽田空港トンネル手前
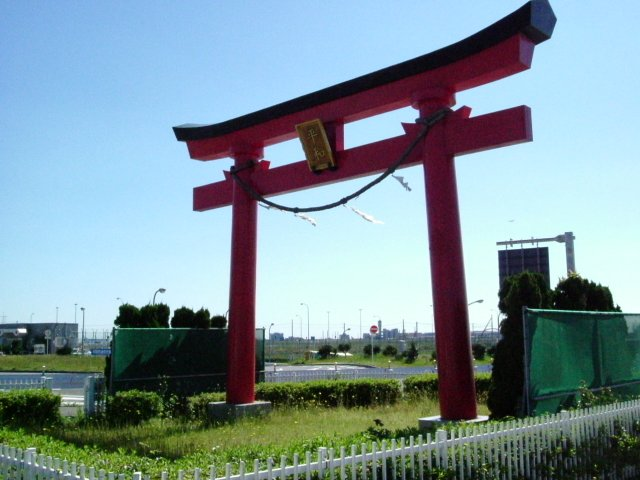
左岸 穴守稲荷神社旧一の大鳥居
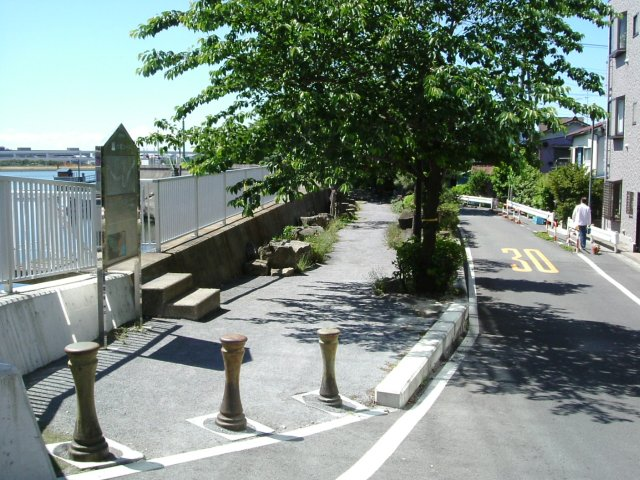
左岸 弁天橋脇の遊歩道
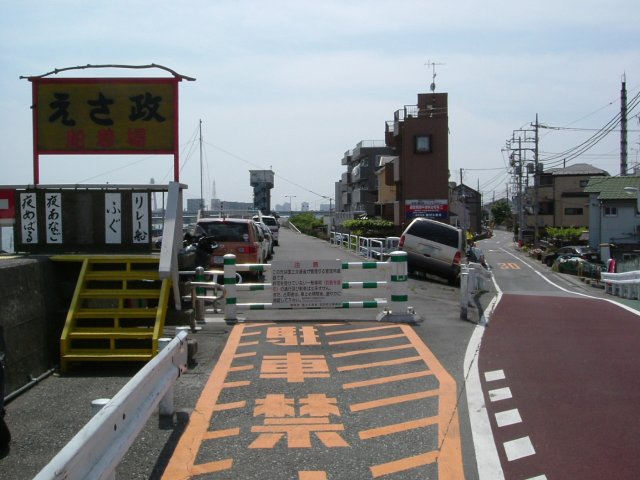
左岸 管理用道路の起点
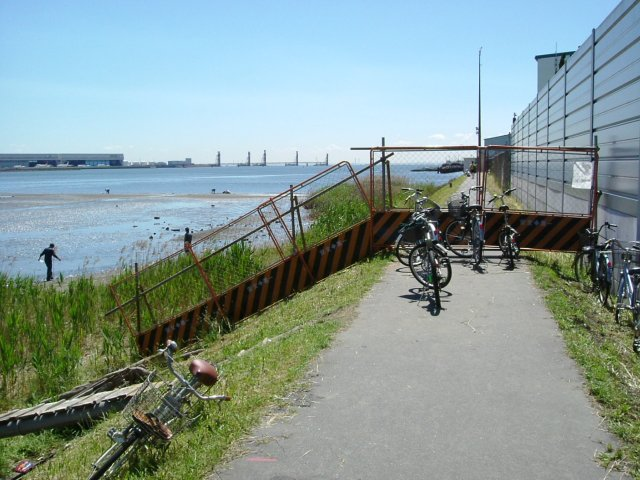
右岸 起点（現在は河口まで通行可能）

### 大師橋から六郷橋
左岸
（大師橋 - 六郷橋）
大師橋を過ぎてすぐに大田区管理の多摩川青少年サイクリングロードが始まる。全区間舗装路である。
右岸
（大師橋 - 六郷橋）
舗装路が通るが、大師橋付近は防災拠点建設工事のため迂回路（一部未舗装）になる。
川崎河港水門（川崎市川崎区鈴木町）の手前で川崎市管理区間は終わり、水門の先から六郷橋までの数百メートルは未舗装路になる。
護岸工事に伴い、2009年11月よりこの未舗装路区間が通行止めとなっていたが、2015年9月の時点で工事は終わっており通行可能である。

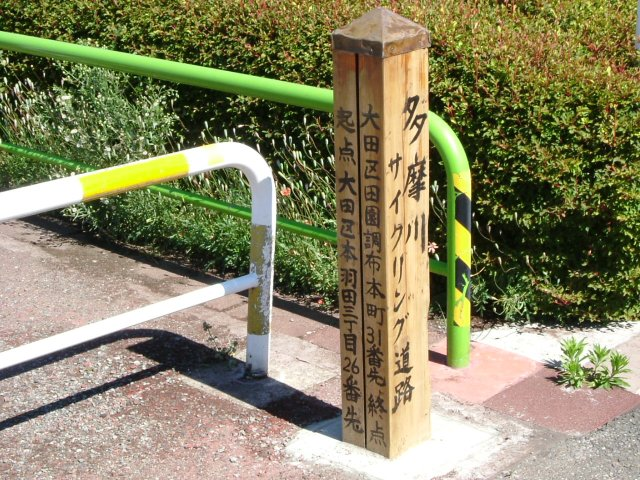
左岸 多摩川青少年サイクリングロード起点
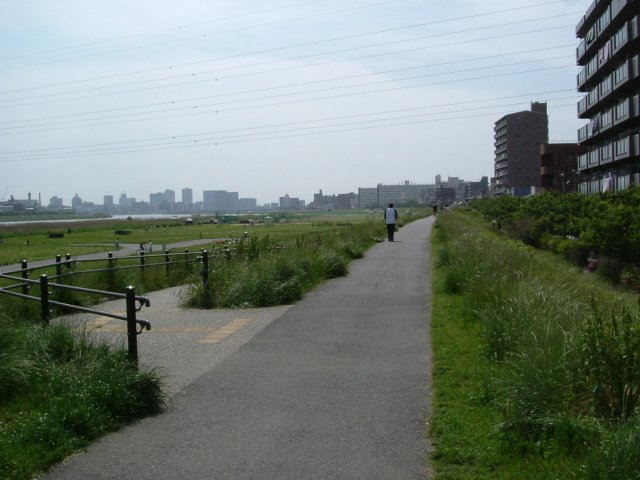
左岸 大師橋緑地付近
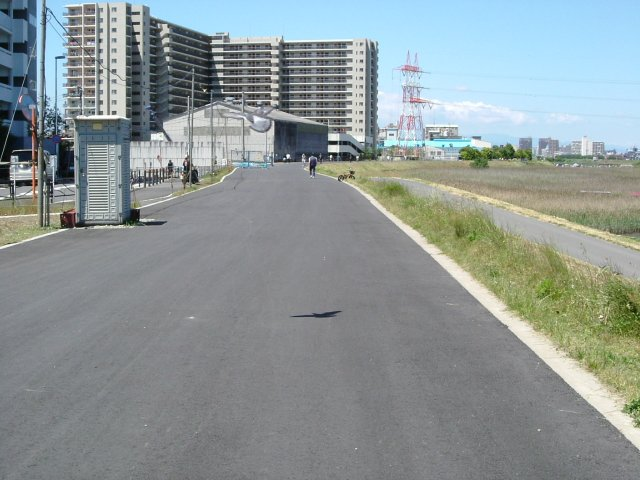
右岸 大師橋付近の舗装路

### 六郷橋から多摩川大橋
左岸
（六郷橋 - 京急本線橋梁 - 東海道本線橋梁・京浜東北線橋梁 - 多摩川大橋）
全区間舗装路。
右岸
（六郷橋 - 京急本線橋梁 - 東海道本線・京浜東北線橋梁 - 多摩川大橋）
堤防上に未舗装路があるが、東海道本線・京浜東北線橋梁は堤防に接しており通行不能である。
幸町交番前交差点から再び堤防上に未舗装路があるが、スーパー堤防工事・マンション建設工事のためすぐ隣の河原町交差点で一般道に戻される。戸手町交差点からは砂利道が多摩川大橋まで続く。
上流から下流へ走る場合
戸手町交差点まで未舗装路。以降も堤防上を走れるように見えるが、すぐに工事用地に遮られて土手上で立往生する事になる。そこから国道409号を走り、六郷橋を過ぎたところで堤防上に戻ることができる。

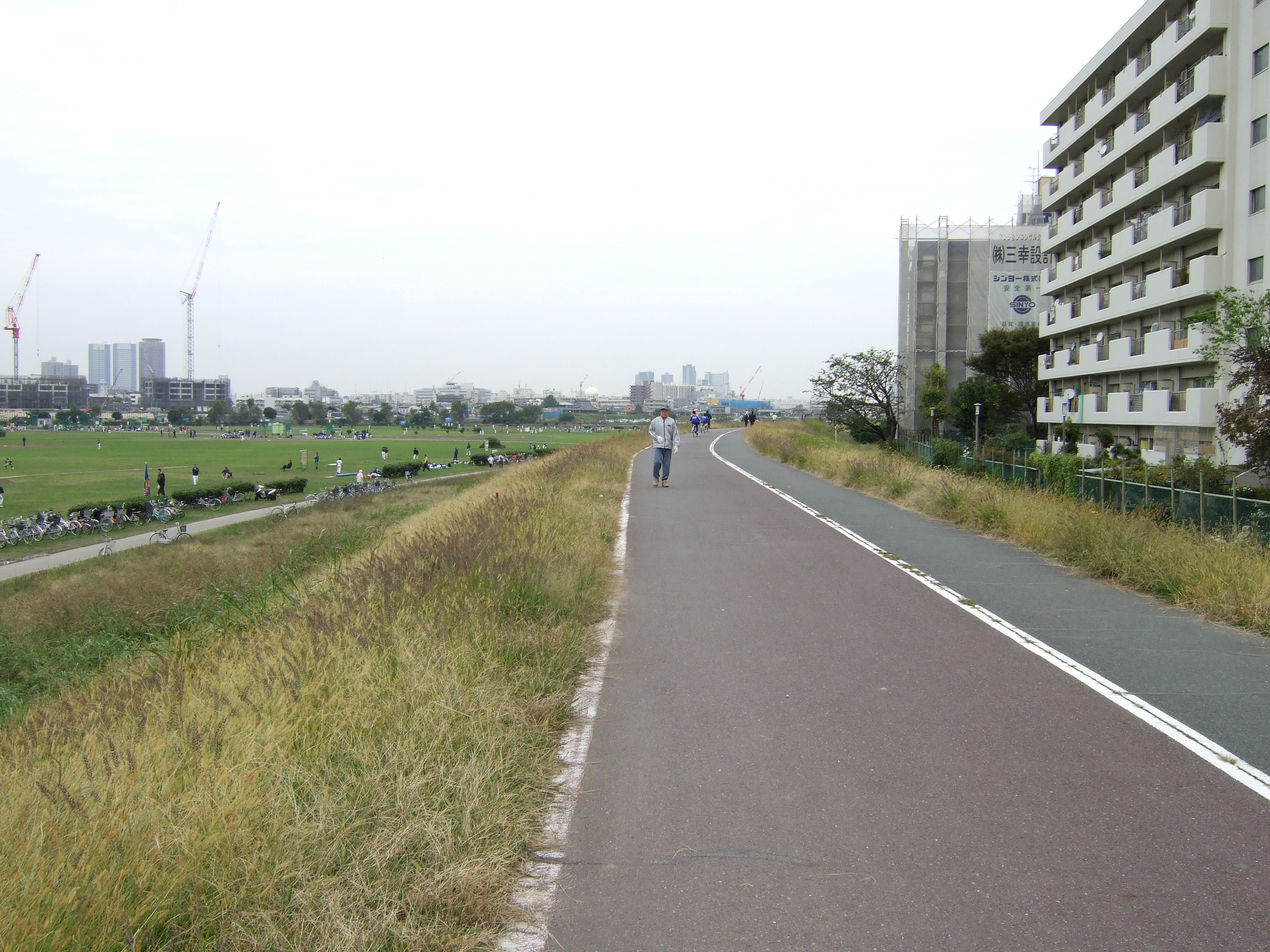
左岸 多摩川緑地付近
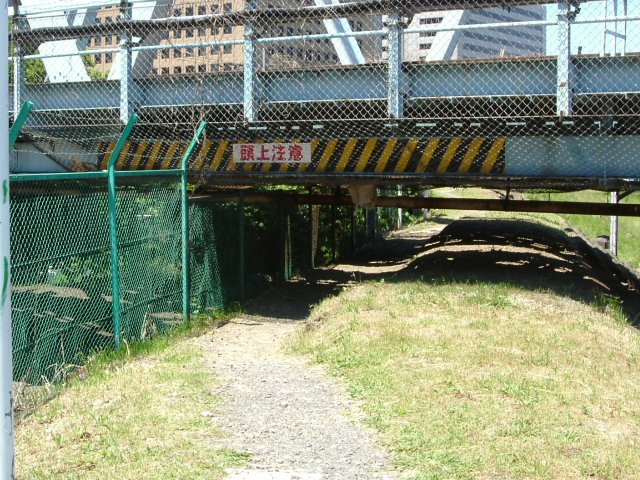
右岸 京急本線橋梁下
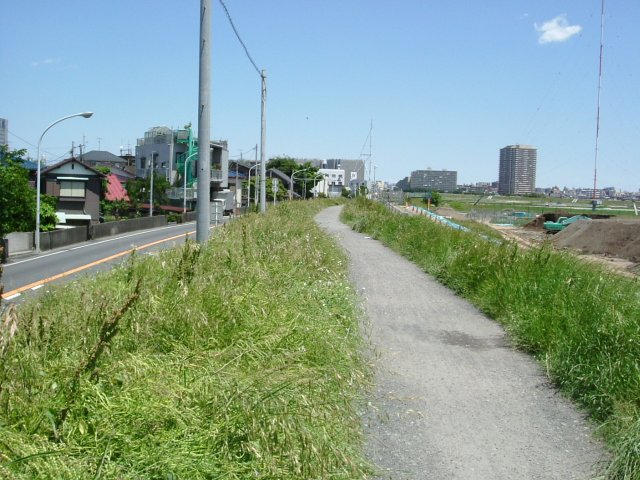
右岸 戸手町交差点付近

### 多摩川大橋からガス橋
左岸
（多摩川大橋 - ガス橋）
舗装路が続く。
右岸
（多摩川大橋 - ガス橋）
ここから神奈川県管理区間である多摩川青少年サイクリングコースが始まる。全区間舗装路。

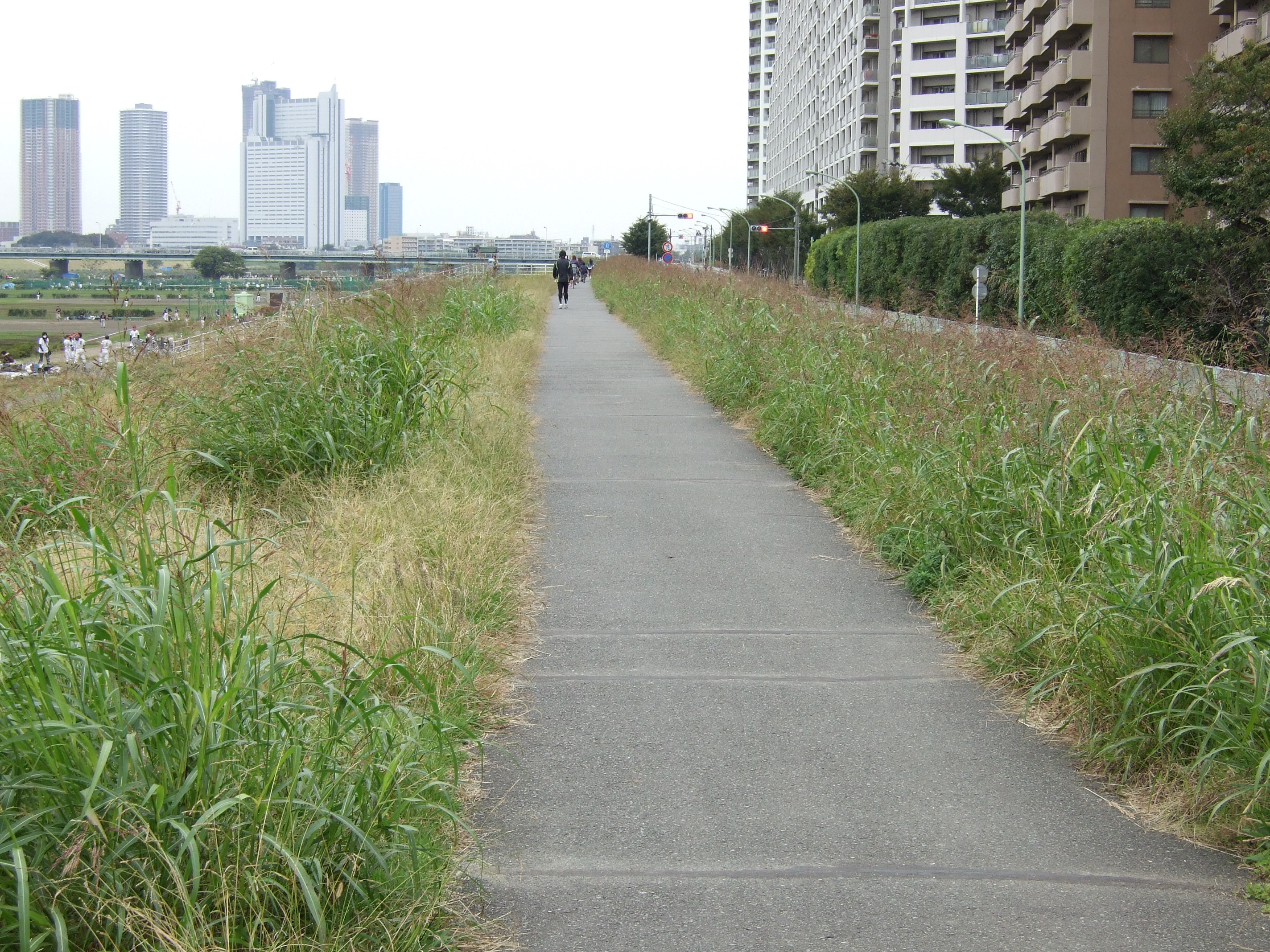
左岸 ガス橋緑地付近
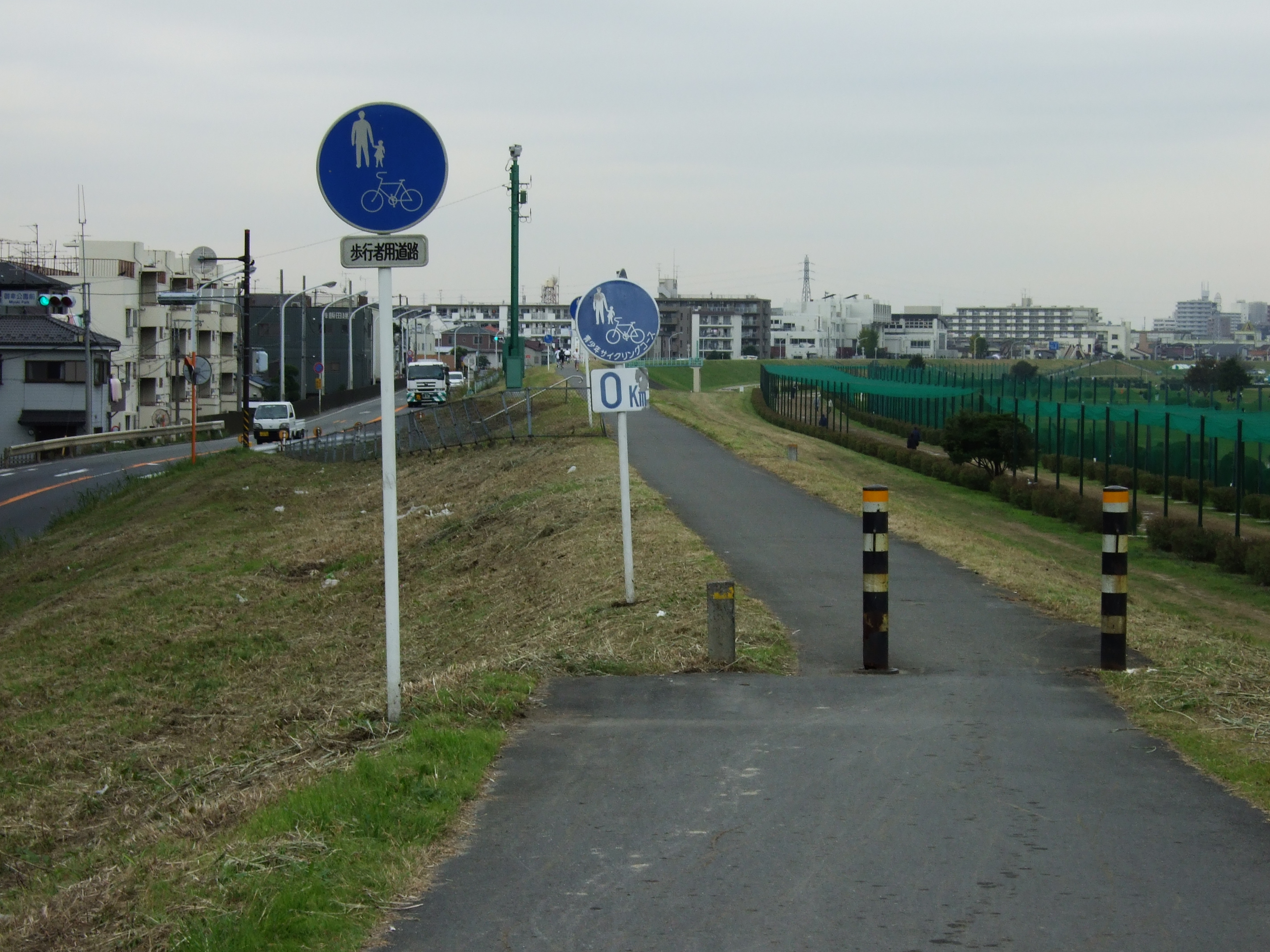
右岸 神奈川県管理区間起点

### ガス橋から丸子橋
左岸
（ガス橋 - 品鶴線橋梁・東海道新幹線橋梁 - 丸子橋）
舗装路が続く。
品鶴線・東海道新幹線橋梁を潜ってすぐに大田区管理区間の終点となり、丸子橋までの短い区間は多摩堤通りの車道に出る。
右岸
（ガス橋 - 品鶴線橋梁・東海道新幹線橋梁 - 丸子橋）
舗装路である。

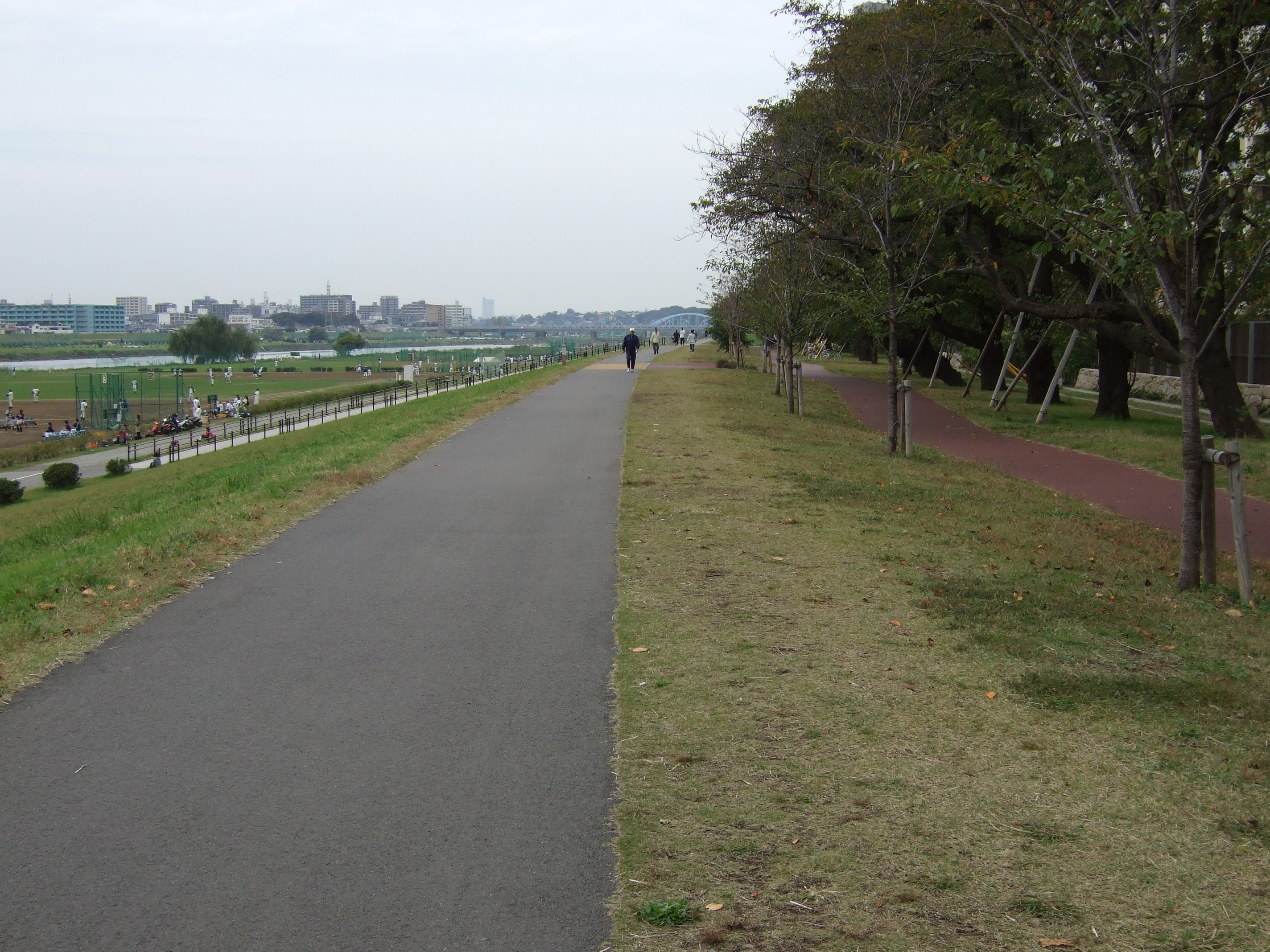
左岸 ガス橋緑地付近
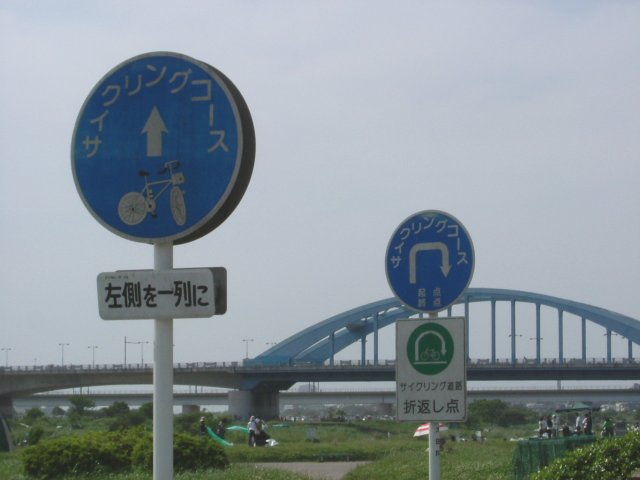
左岸 丸子橋手前でコース終点
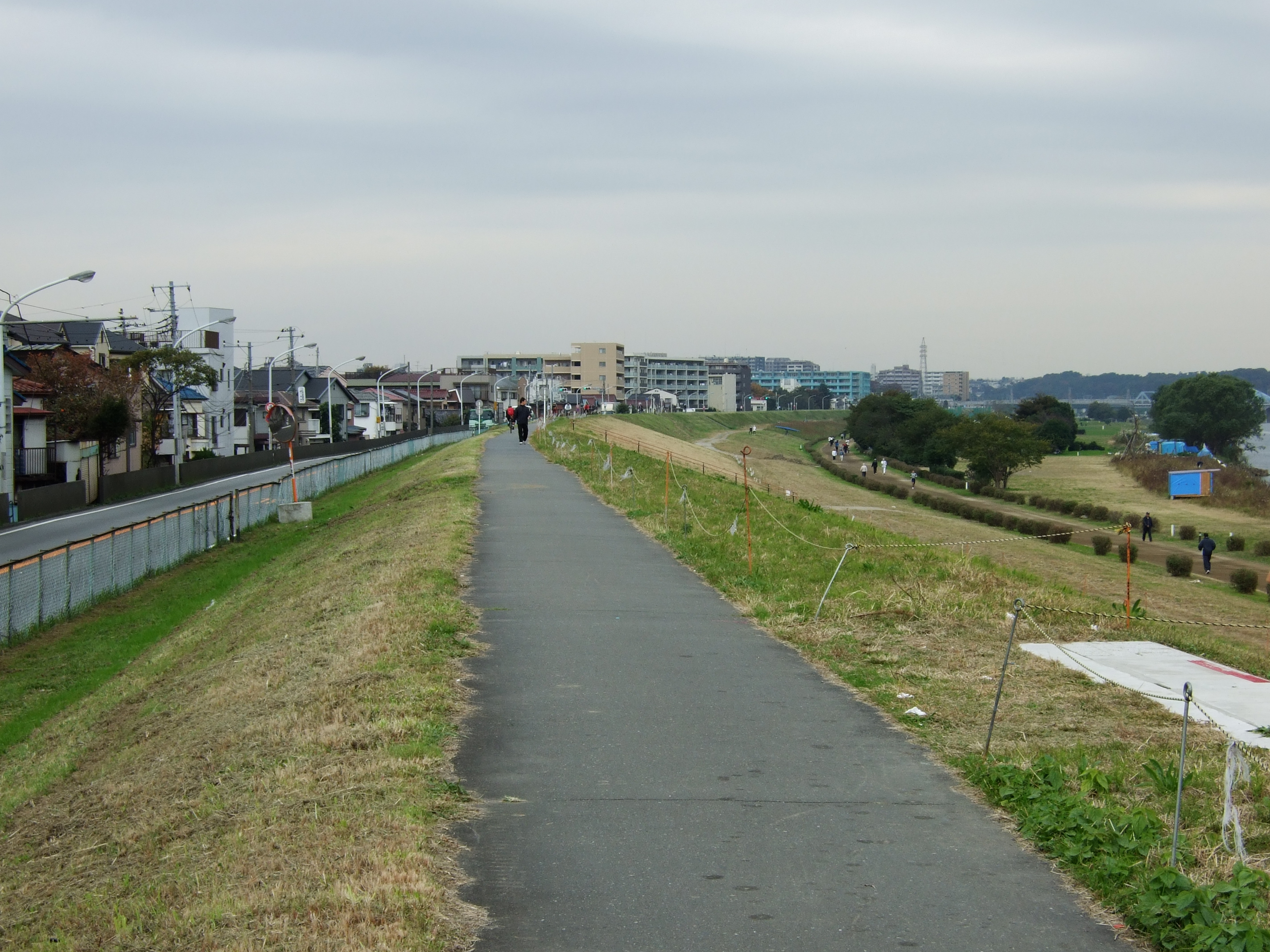
右岸

### 丸子橋から新二子橋
左岸
（丸子橋 - 東急東横線橋梁 - 多摩川橋（第三京浜道路） - 二子玉川駅・二子橋 - 野川河口 - 新二子橋）
多摩堤通りの多摩川側は路側帯が狭い。第三京浜道路の多摩川橋の下流側から堤防上のサイクリングロードとなる。二子橋をくぐったところで兵庫橋で兵庫島へ渡って河原の運動公園を抜けて再び堤防に上がるか、そのまま進んで多摩堤通りに出てコヤマ自動車学校方面に向かうか、二種類のルートがある。
右岸
（丸子橋 - 東急東横線橋梁 - 多摩川橋（第三京浜） - 東急田園都市線橋梁・二子橋 - 新二子橋）
丸子橋付近は河原のコンクリート護岸の上を走る。
等々力緑地付近から二子橋までは堤防上の舗装路を通る。

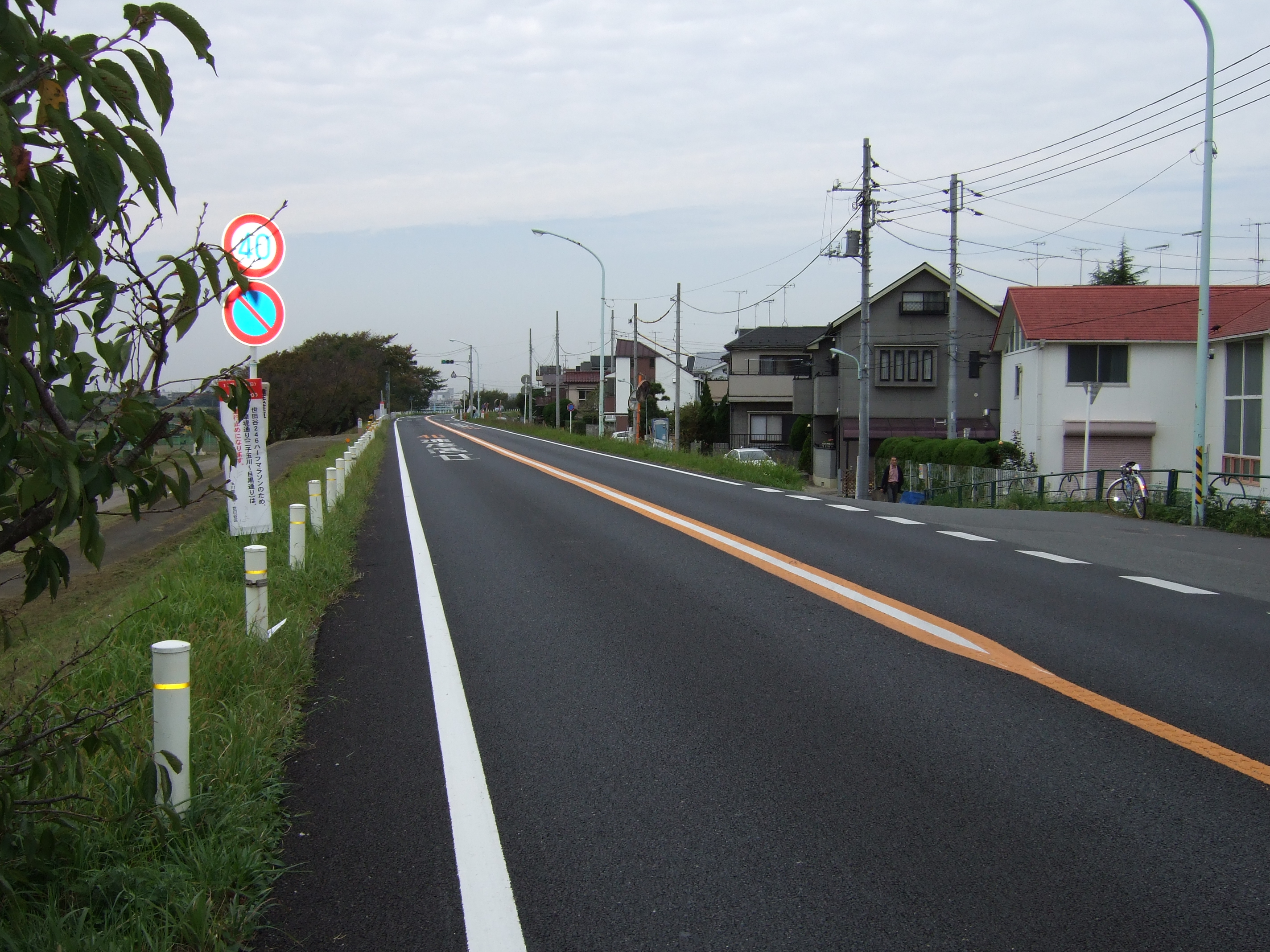
左岸 多摩堤通りと側道
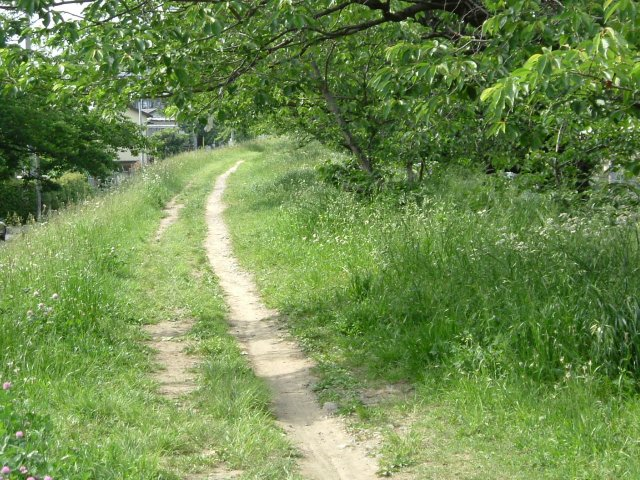
左岸 二子玉川駅付近の悪路
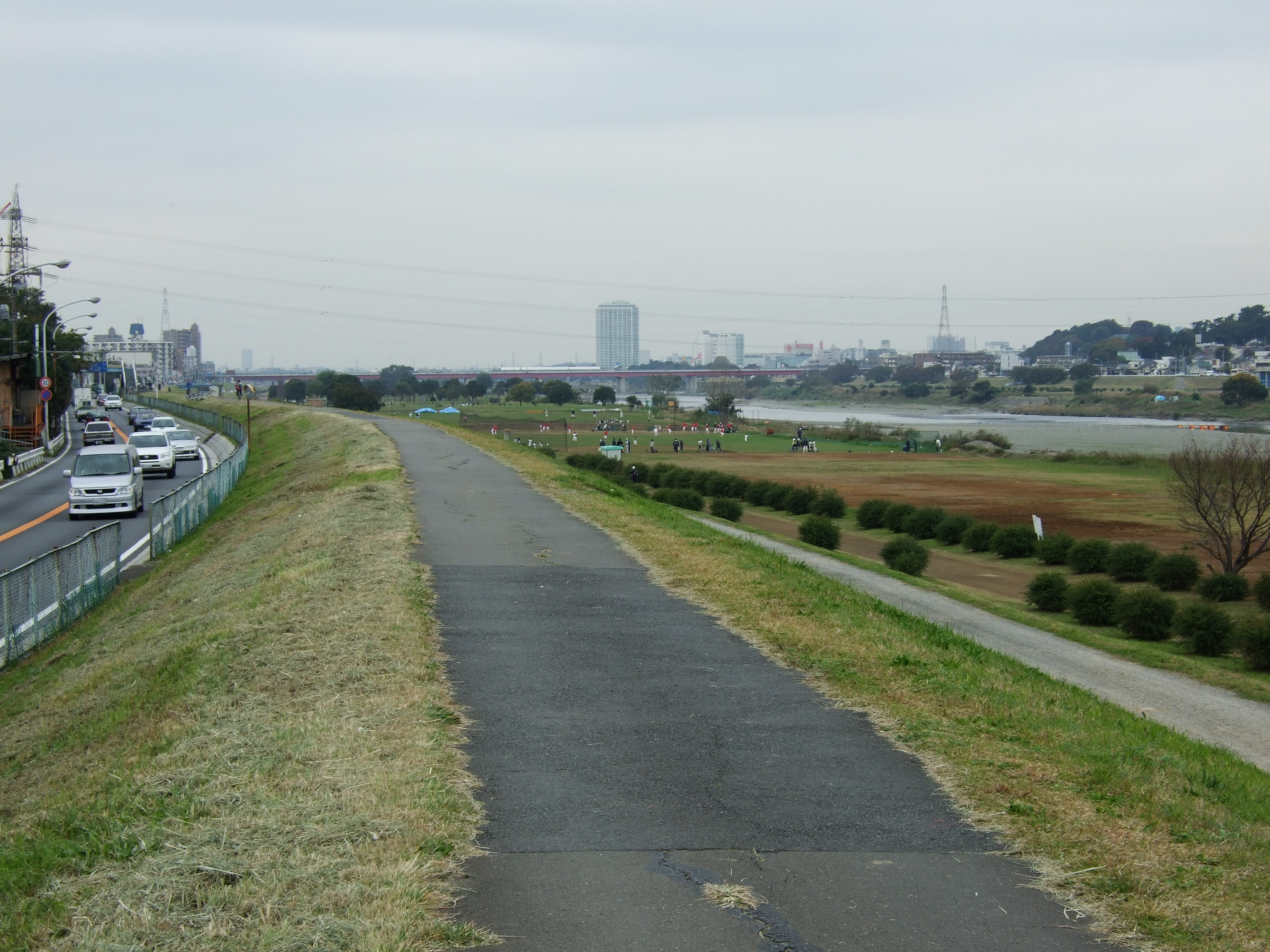
右岸 等々力交差点付近

### 新二子橋から多摩水道橋
左岸
（新二子橋 - 東名多摩川橋 - 小田急小田原線橋梁 - 多摩水道橋）
コヤマ自動車学校を過ぎたところで左折し野川を越えると、堤防下の車道に出る。堤防上に未舗装路があり、もう少し先にある堤内の二子多摩川緑地運動場へ堤体を跨いで出入りする口を境に世田谷区管理のサイクリングロードになる。
二子玉川駅の直後で野川を渡り、兵庫島公園へ入る事もできる。二子多摩川緑地運動場の途中から堤防に上がる事ができる。
狛江市区間は砕石舗装道路だったが、2021年8月に舗装工事が完了し供用が開始された。
上流から下流へ走る場合
世田谷区管理区間を過ぎると、二子多摩川緑地運動場への出入口を横断して未舗装路になる。その先は行き止まりである。
右岸
（新二子橋 - 平瀬川河口 - 東名多摩川橋 - 小田急小田原線橋梁 - 多摩水道橋）
堤防上に舗装路が通る。
平瀬川河口の付近は以前は見通しの悪い急カーブで平瀬川を渡る橋が階段になっていたが、多摩川に沿って新たな橋ができ、スムーズなルートとなった。
二ヶ領用水宿河原堰・二ヶ領せせらぎ館付近は桜の名所になっている。

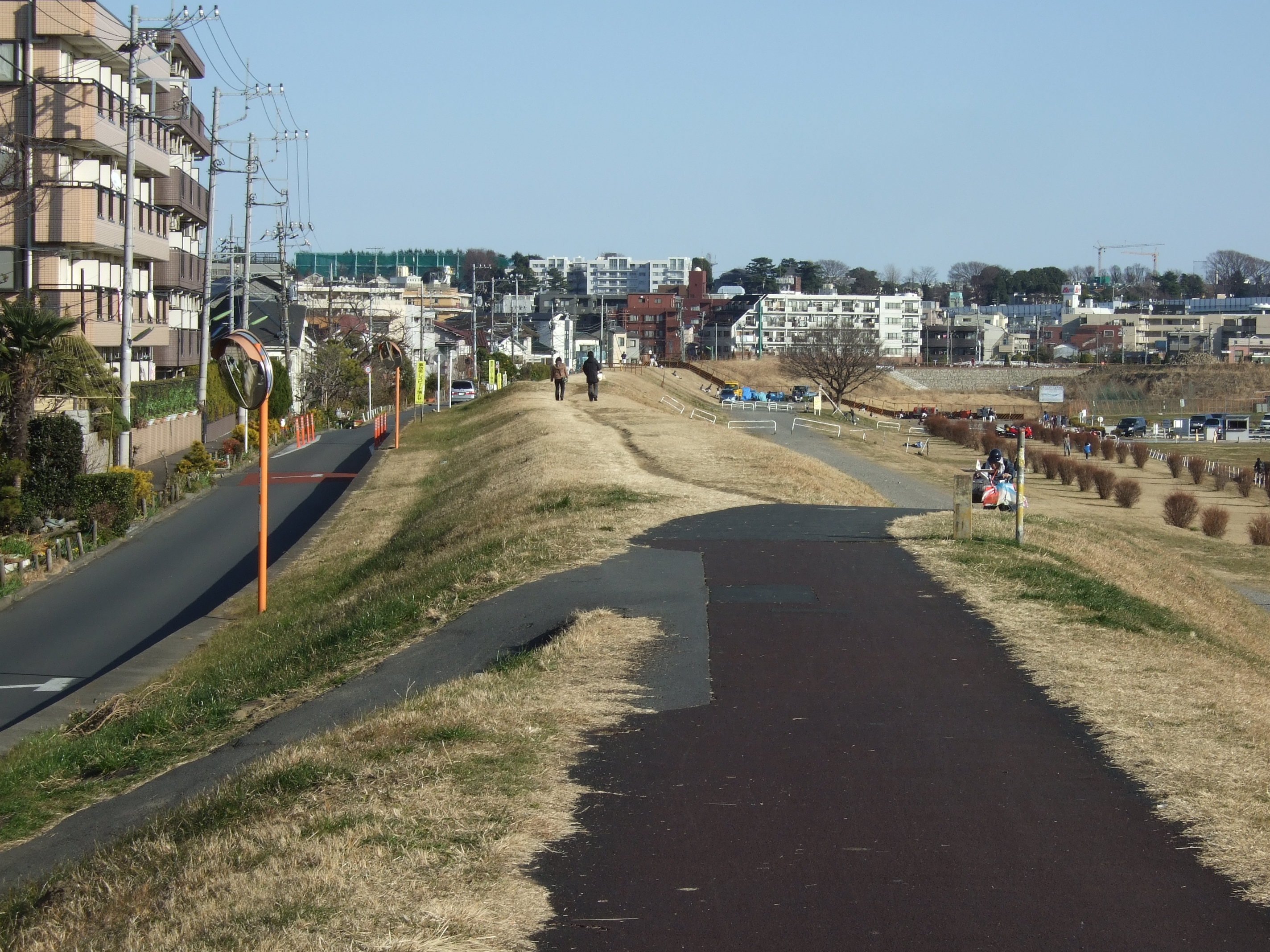
左岸 二子多摩川緑地運動場出入口で道が途切れる地点（上流側から撮影）
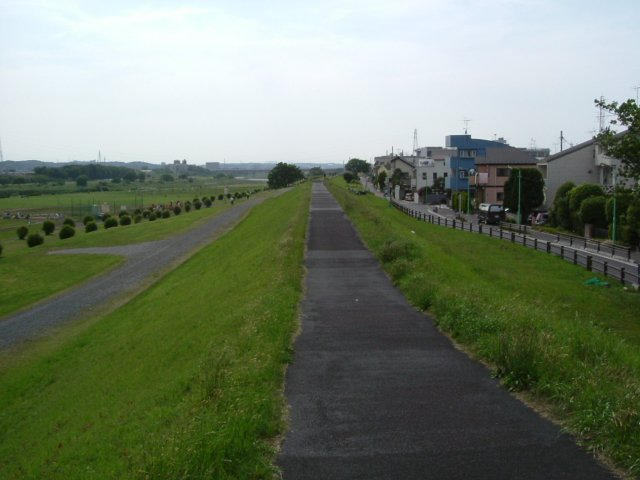
左岸 世田谷区管理区間
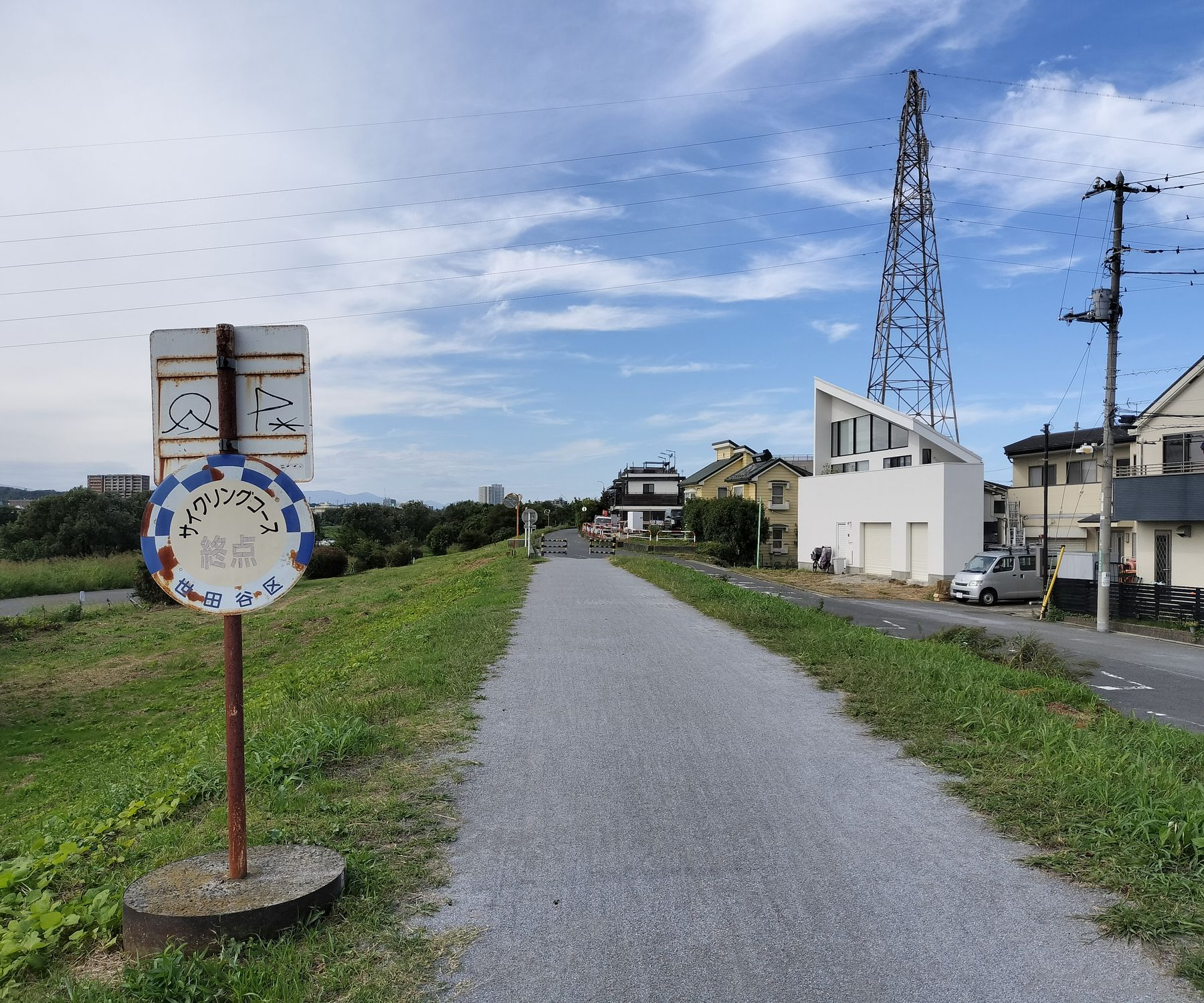
左岸 世田谷区管理区間が終了、その先は狛江市
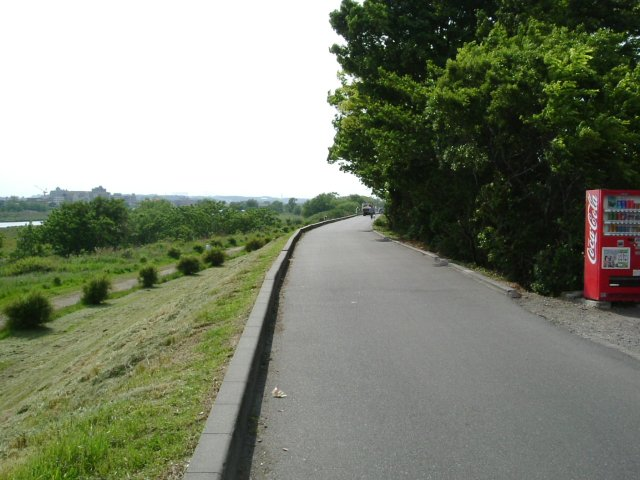
左岸 狛江市区間（車道）
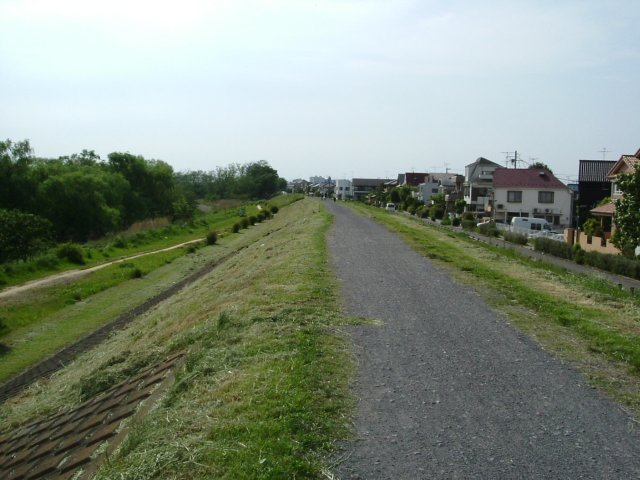
左岸 狛江市区間（砕石舗装道）
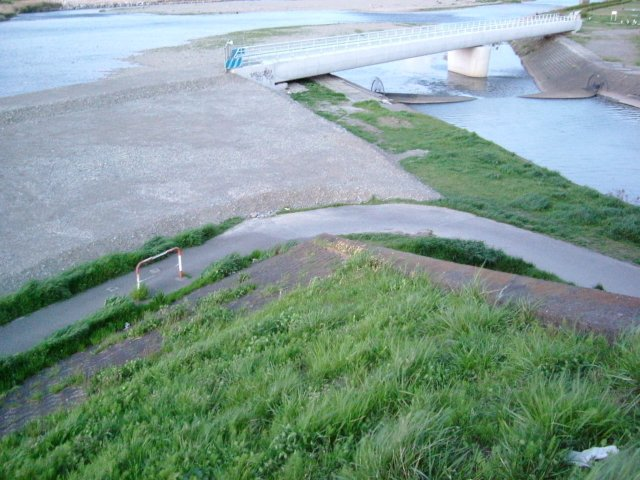
右岸 平瀬川河口付近の急カーブ
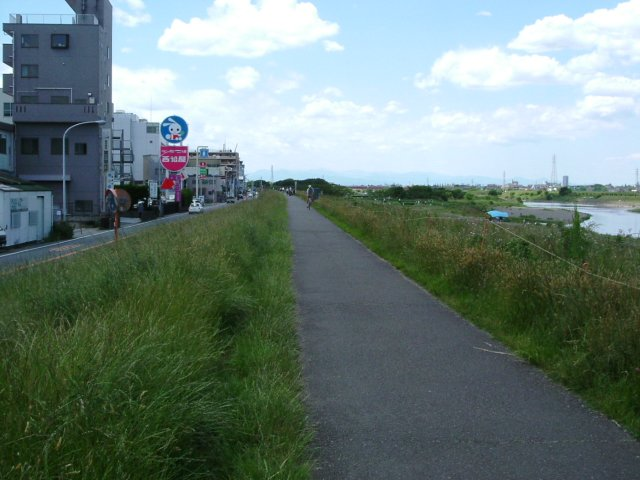
右岸 久地・津田山付近

### 多摩水道橋から多摩川原橋
左岸
（多摩水道橋 - 京王相模原線橋梁 - 多摩川原橋）
多摩水道橋から調布市までの狛江市内約2キロの堤防天端は砕石舗装道路だったが、2022年2月に舗装工事が完了し供用が開始された。多摩水道橋から西河原公園までは堤内地法尻沿いに舗装された自転車道がある。
調布市管理区間は京王相模原線やや手前で堤防上の道路が途切れておりサイクリングロードは河原に降り川原橋下を通過する。また、この近辺は調布市が作った自転車の速度を抑制するための段差が連続する。
右岸
（多摩水道橋 - 三沢川河口（布田橋） - 京王相模原線橋梁 - 多摩川原橋）
舗装路である。
以前は二ヶ領用水・上河原堰（布田橋）でサイクリングロードが途切れ稲城市まで未舗装だったのが、2019年5月にニヶ領用水取水口にピクニック橋が開通し全区間で舗装路となった。

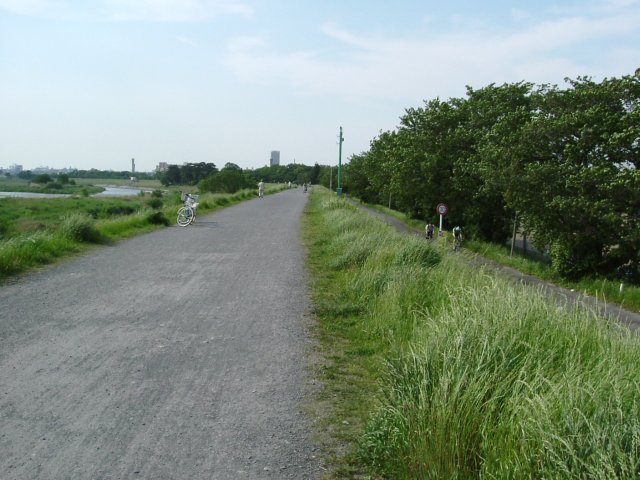
左岸 狛江市区間
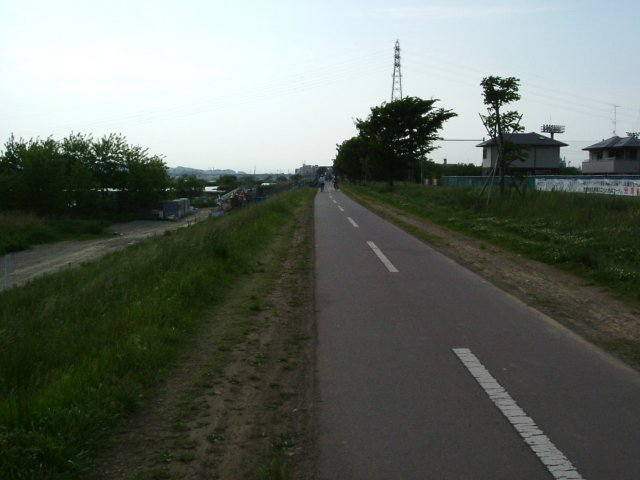
左岸 調布市区間
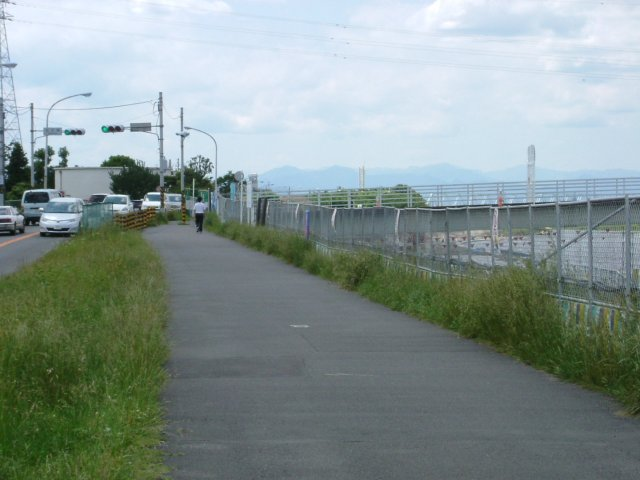
右岸 神奈川県管理区間終点
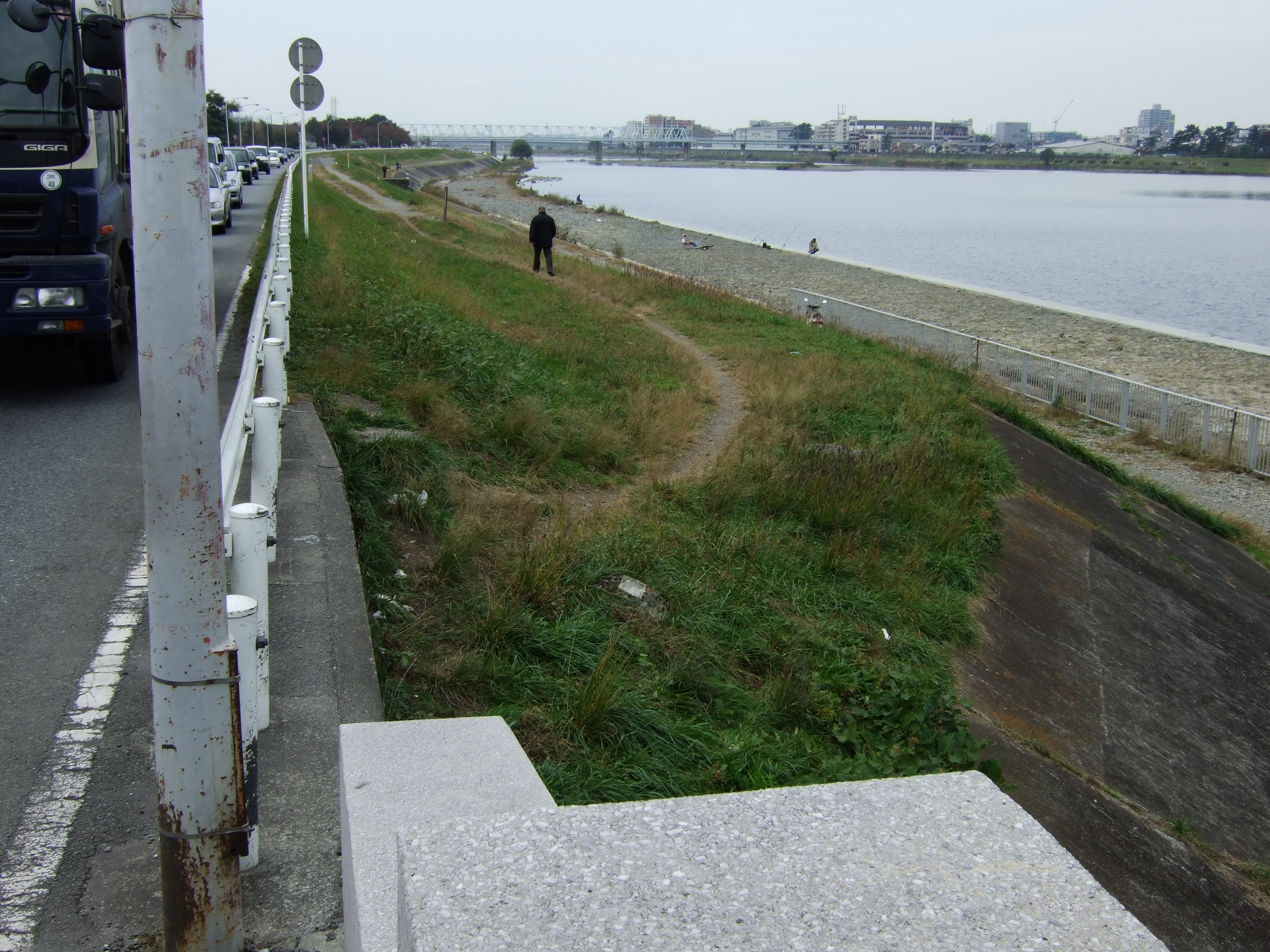
右岸 布田橋直後の未舗装路入口
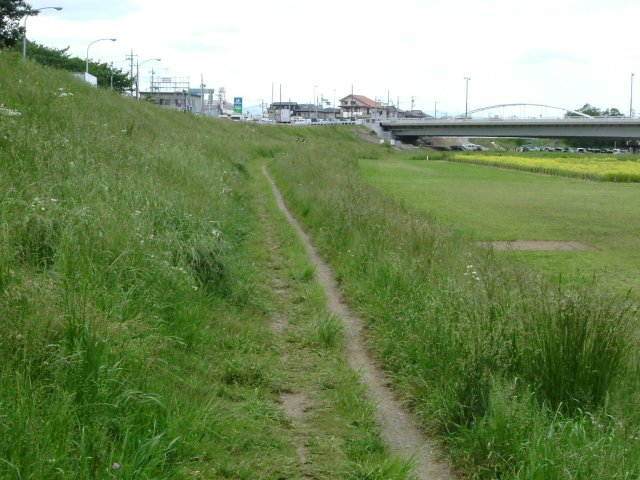
右岸 菅公園〜多摩川原橋

### 多摩川原橋から是政橋
左岸
（多摩川原橋 - 稲城大橋 - 是政橋）
調布市から舗装路がそのまま府中市管理区間（府中多摩川かぜのみち）に続いている。府中市内（石田大橋の手前まで）は全域でコースが整備されている。 しかし、この区間を含む府中市域は“歩行者優先道路”になっており、自転車は左側を利用し歩行者の近くでは徐行しなければならない。また、自転車の速度抑制のため舗装に若干の段差が設けられている。
右岸
（多摩川原橋 - 稲城大橋 - 是政橋）
ここから東京都稲城市となる。稲城大橋付近では堤防から河川敷に降り、稲城北緑地公園手前で再び堤防に上る。稲城市サイクリングコース「アカシアコース」「サクラコース」が通っており、全区間舗装路となっている。稲城北緑地公園沿いの堤防下河川敷にはシクロクロスコースが設定されており、稲城クロスが開催されている。

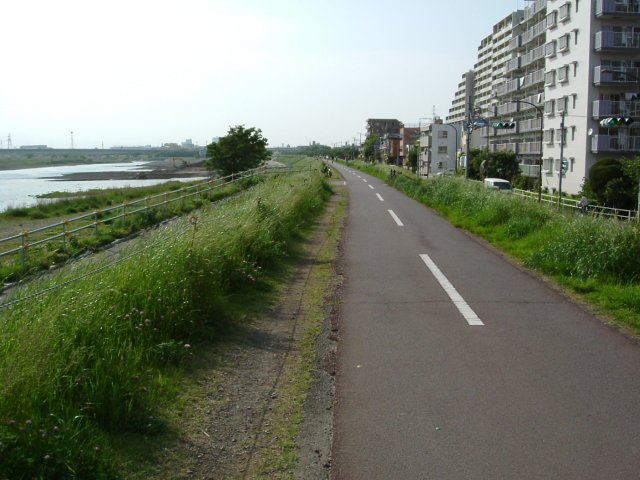
左岸
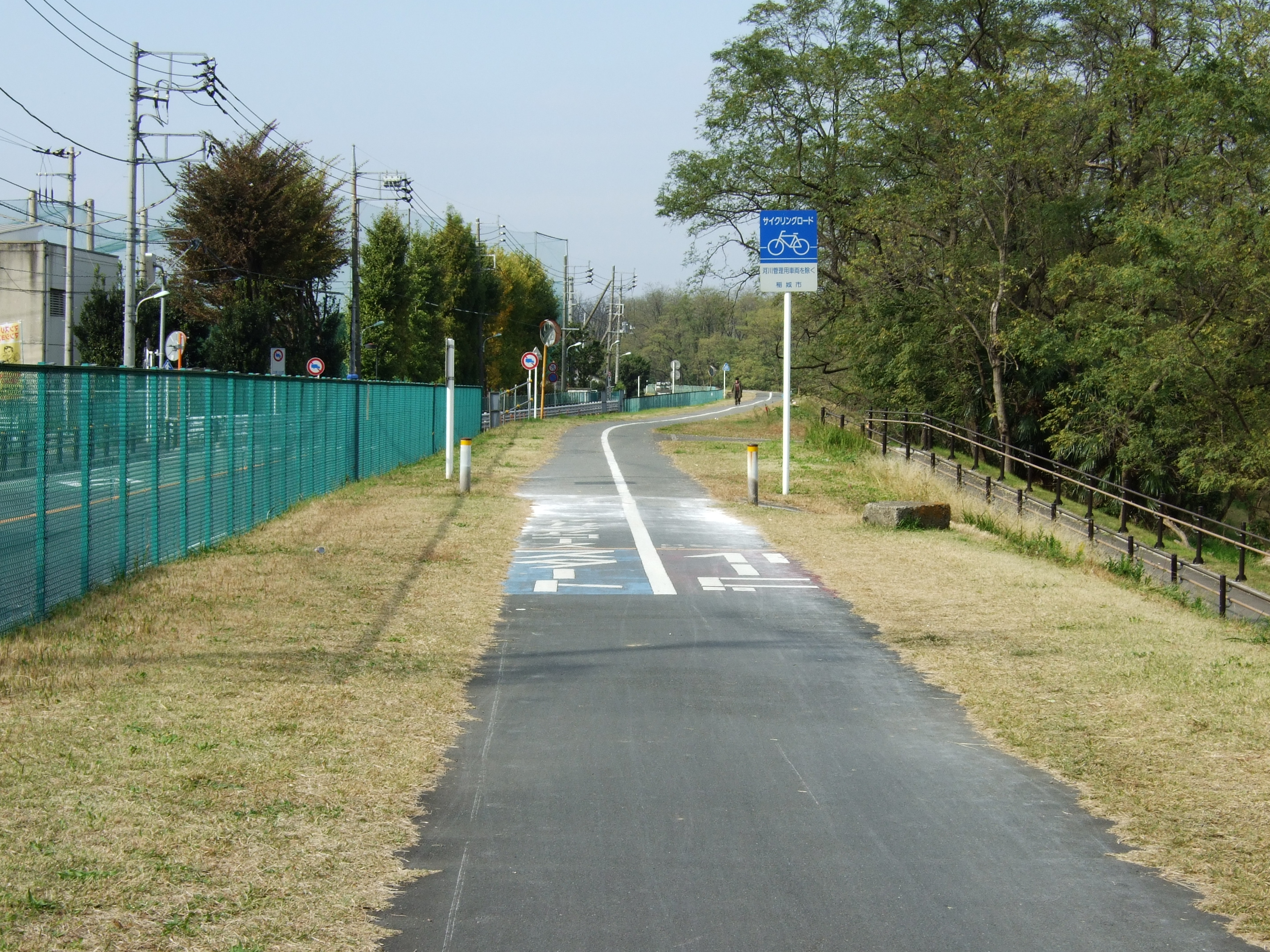
右岸 アカシアコース起点
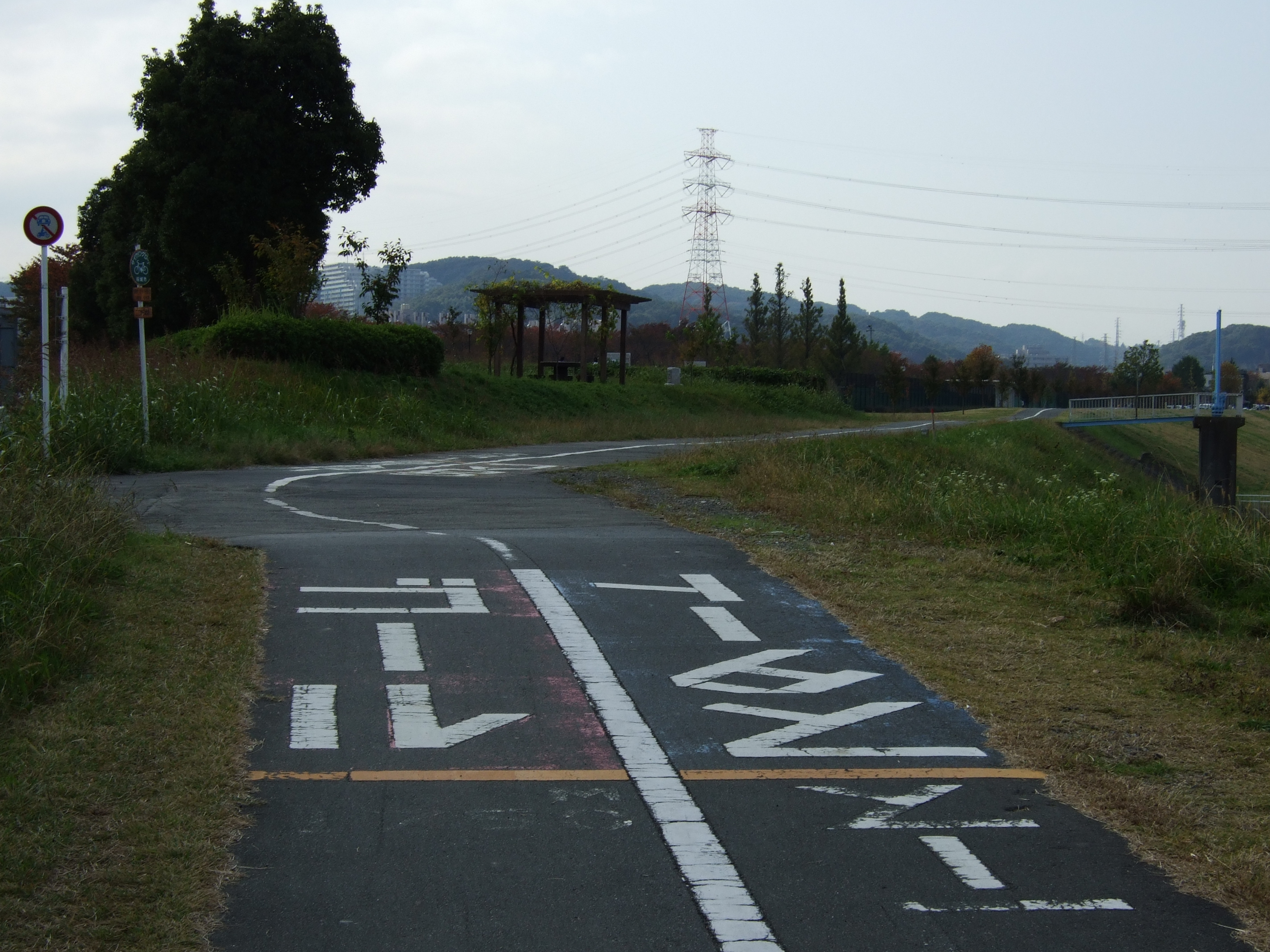
右岸 アカシアコース終点、サクラコース起点

### 是政橋から関戸橋
左岸
（是政橋 - 南武線橋梁・武蔵野貨物線橋梁 - 新関戸橋・関戸橋）
是政橋から府中市郷土の森公園までは河原を走る。
右岸
（是政橋 - 南武線橋梁・武蔵野貨物線橋梁 - 大栗川河口 - 新関戸橋・関戸橋）
自然保護地域（歩行者も立入制限）のため、大丸堰から連光寺までの河岸は通行できない。大栗川河口から大栗川や乞田川方面に接続。

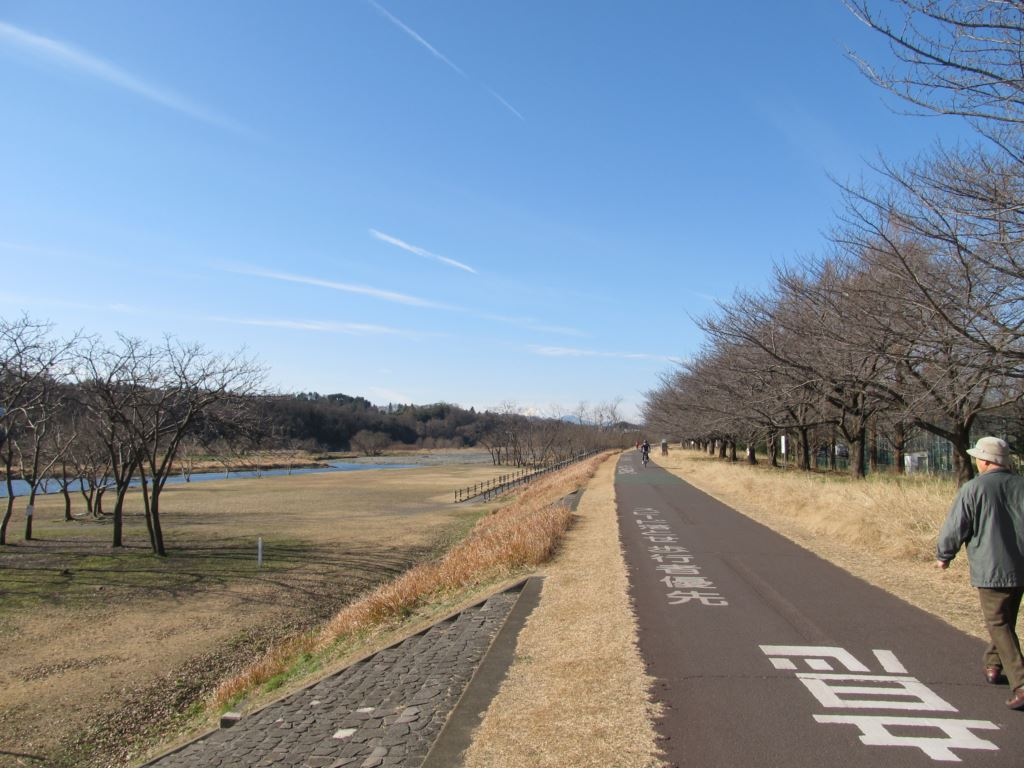
左岸 府中市郷土の森公園付近
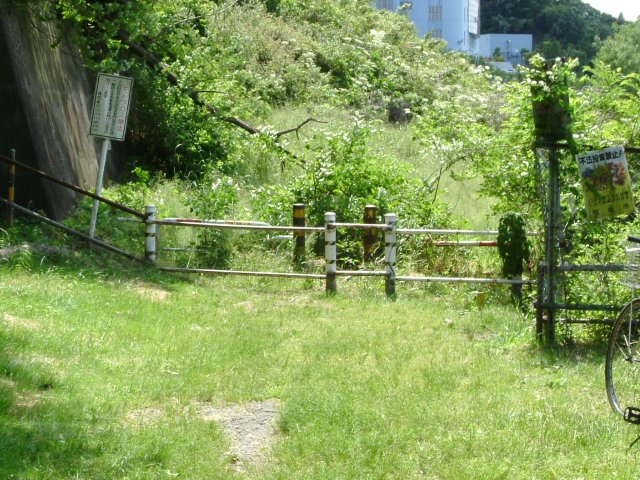
右岸 大丸堰付近で通行止め
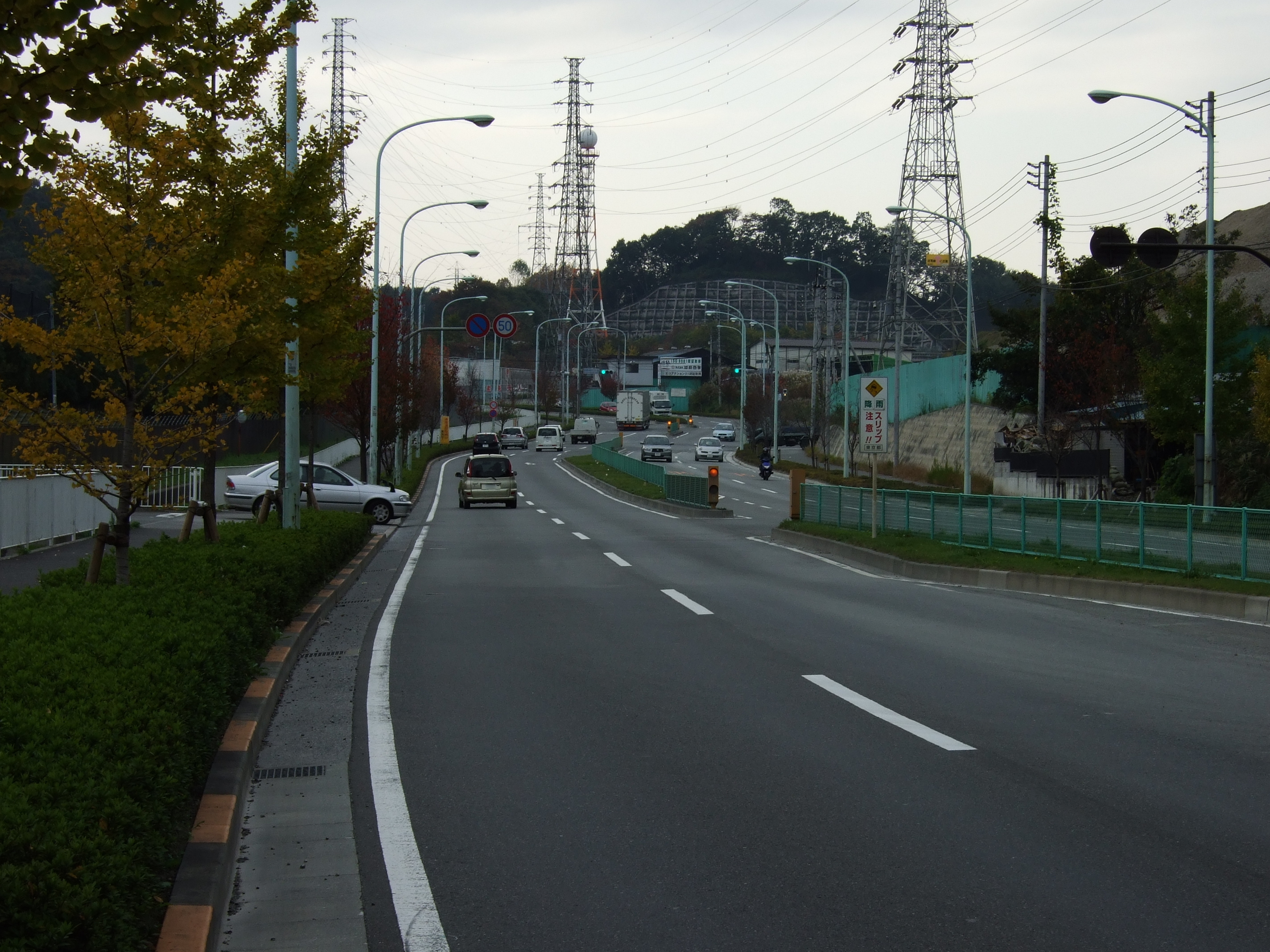
右岸 川崎街道

### 関戸橋から府中四谷橋
左岸
（関戸橋 - 京王線橋梁 - 府中四谷橋）
全区間舗装路である。
右岸
（関戸橋 - 京王線橋梁 - 府中四谷橋）
サイクリングロードは堤防上を走る。全区間舗装路である。

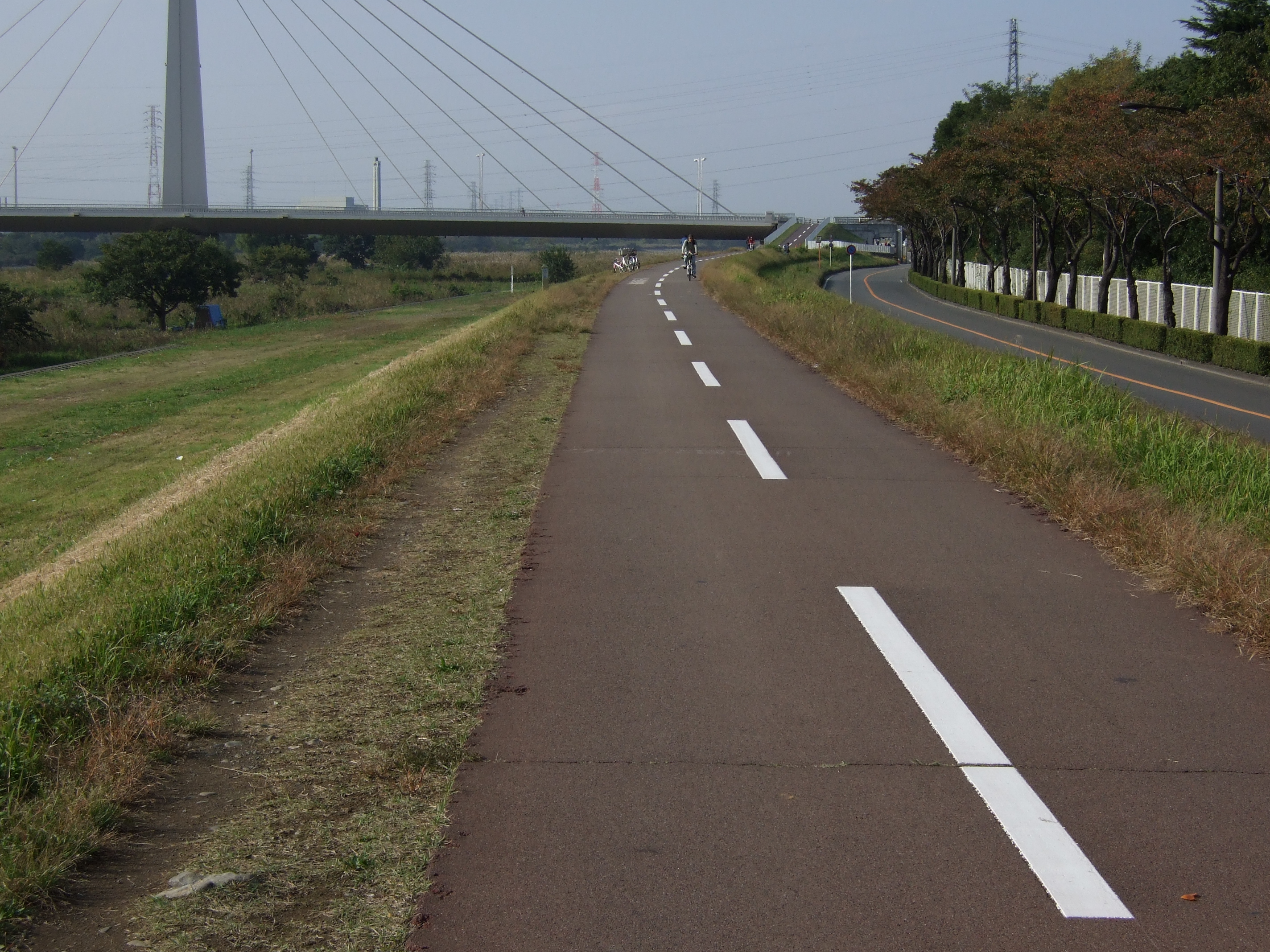
左岸
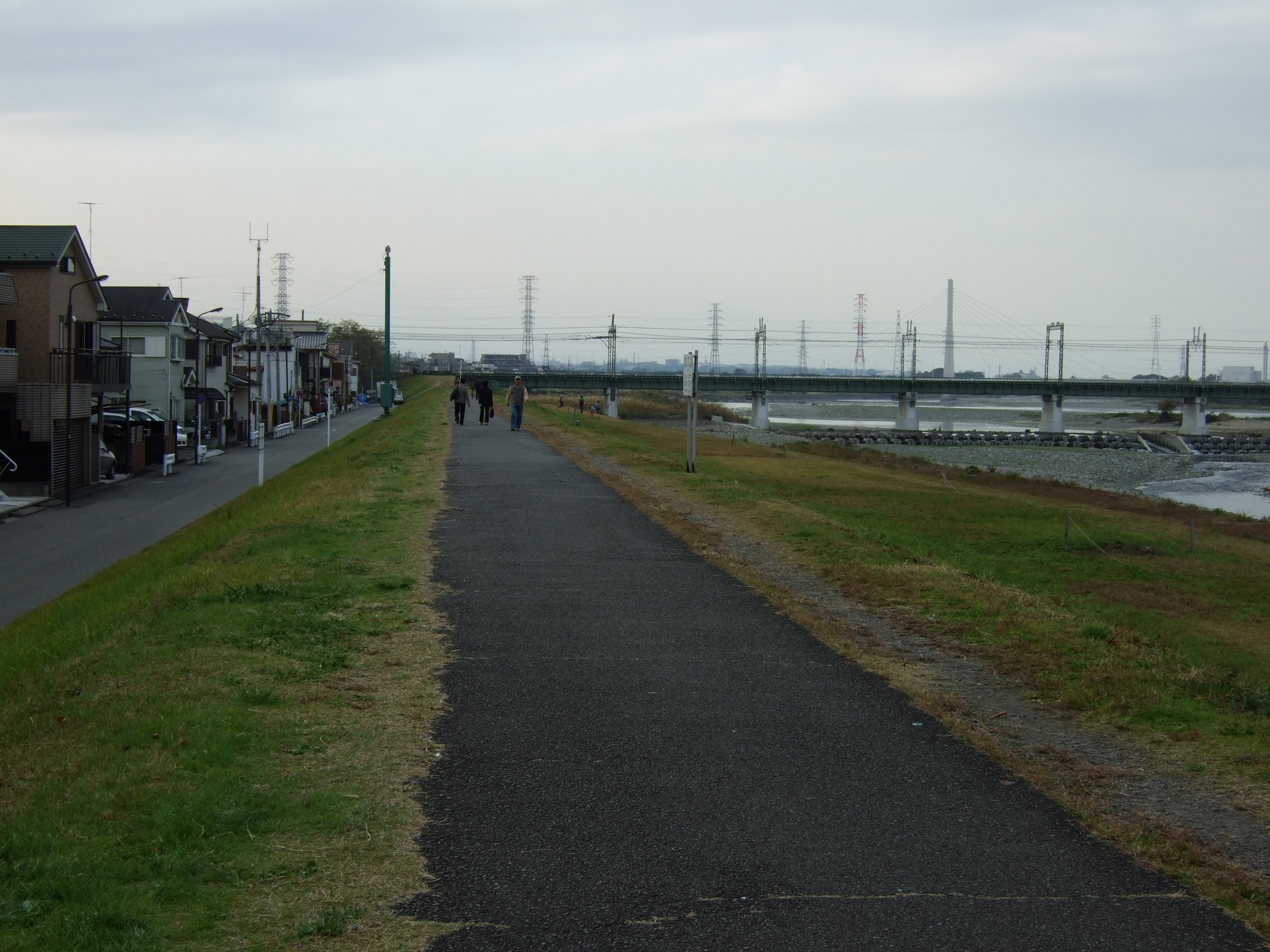
右岸

### 府中四谷橋から石田大橋
左岸
（府中四谷橋 - 石田大橋）

右岸
（府中四谷橋 - 程久保川・浅川・根川河口 - 石田大橋）
3つの支流の合流地点には橋が存在しない。程久保川を玉川橋で渡り、合流点を廻っていったん浅川サイクリングロードに入り、新井橋で浅川を渡って多摩川浅川合流点を廻りこむと多摩川右岸に出る。全区間舗装されている。

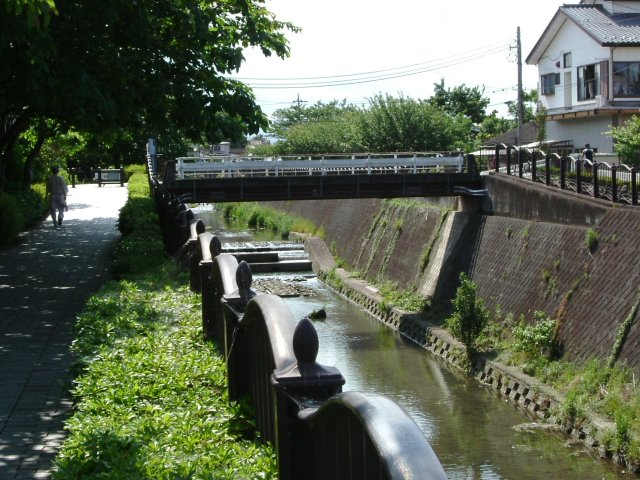
右岸 程久保川に架かる玉川橋
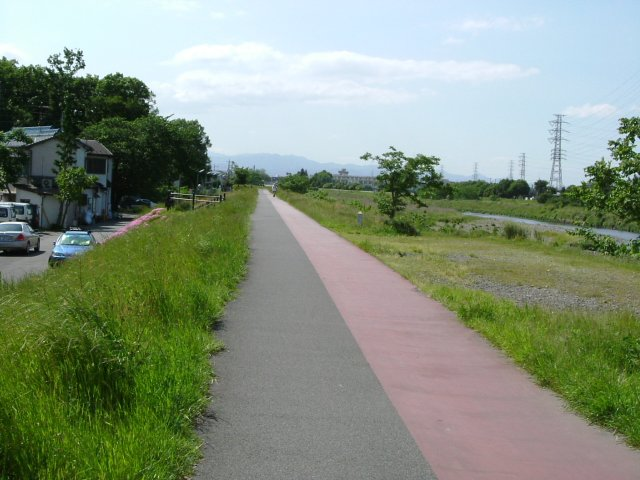
右岸 浅川サイクリングロードを経由して迂回
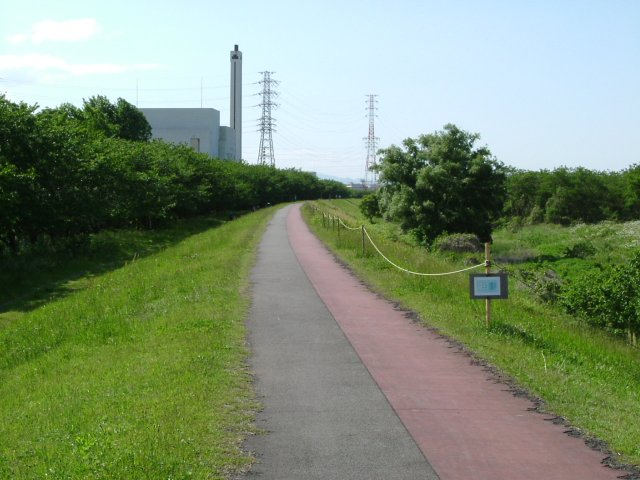
右岸 多摩川サイクリングロードに復帰

### 石田大橋から立日橋
左岸
（石田大橋 - 中央自動車道多摩川橋 - 根川河口（根川貝殻坂橋） - 日野橋 - 立日橋）
国立市に入り、サイクリングロードは中央自動車道多摩川橋のやや先で一旦途切れる。
根川貝殻坂橋を渡るとサイクリングロードに復帰する。ここから立川市であり、舗装路になっている。
右岸
（石田大橋 - 中央自動車道多摩川橋 - 日野橋 - 立日橋）
道は堤防上を走っている。日野橋の手前で河原に降りる。

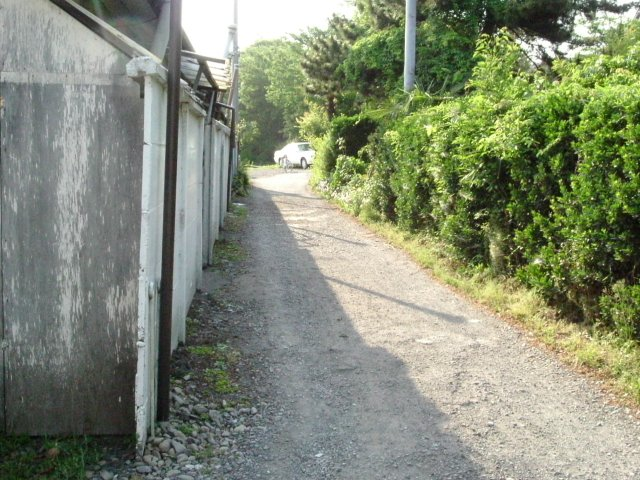
左岸 ダート
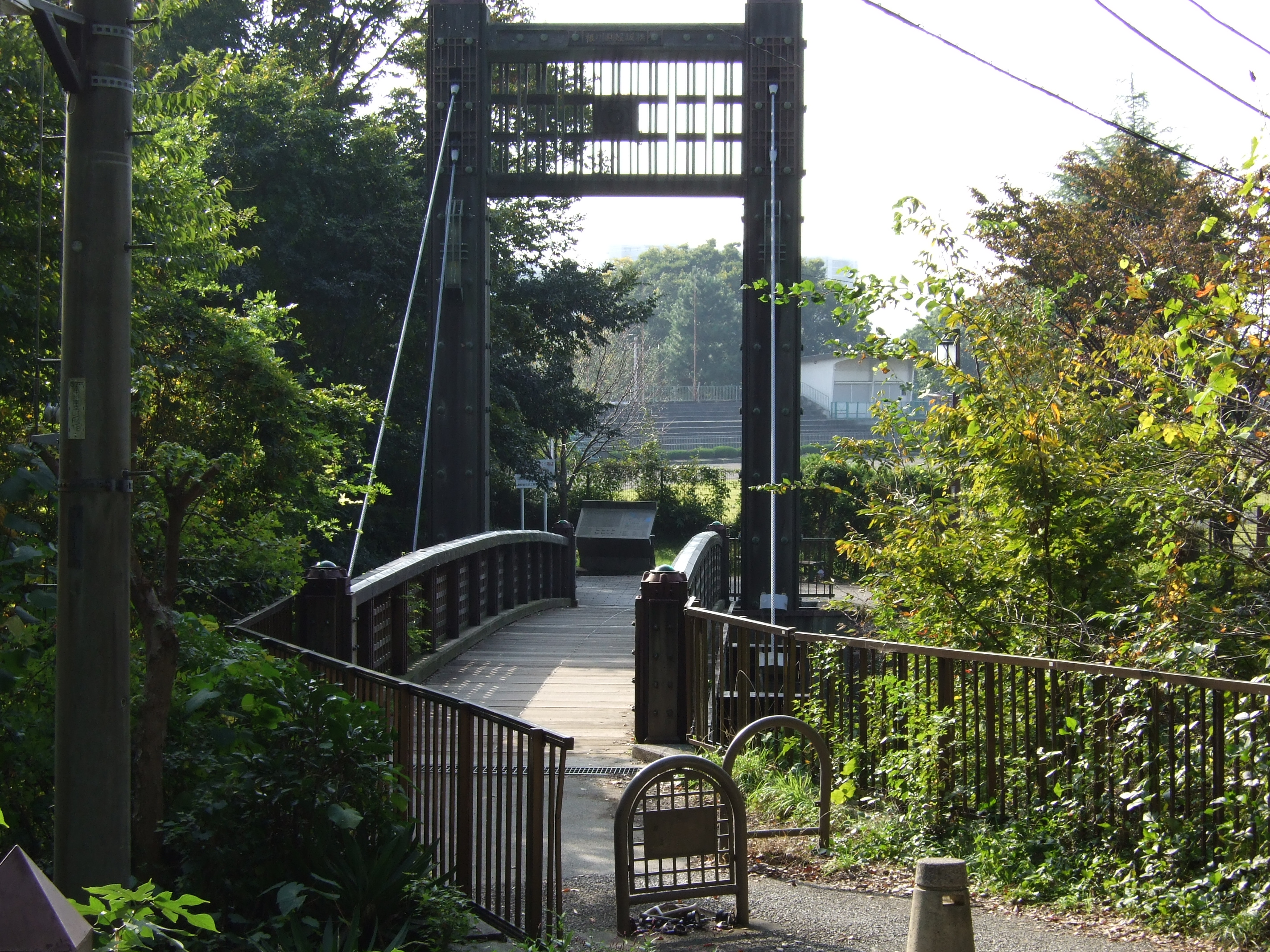
左岸 根川貝殻坂橋
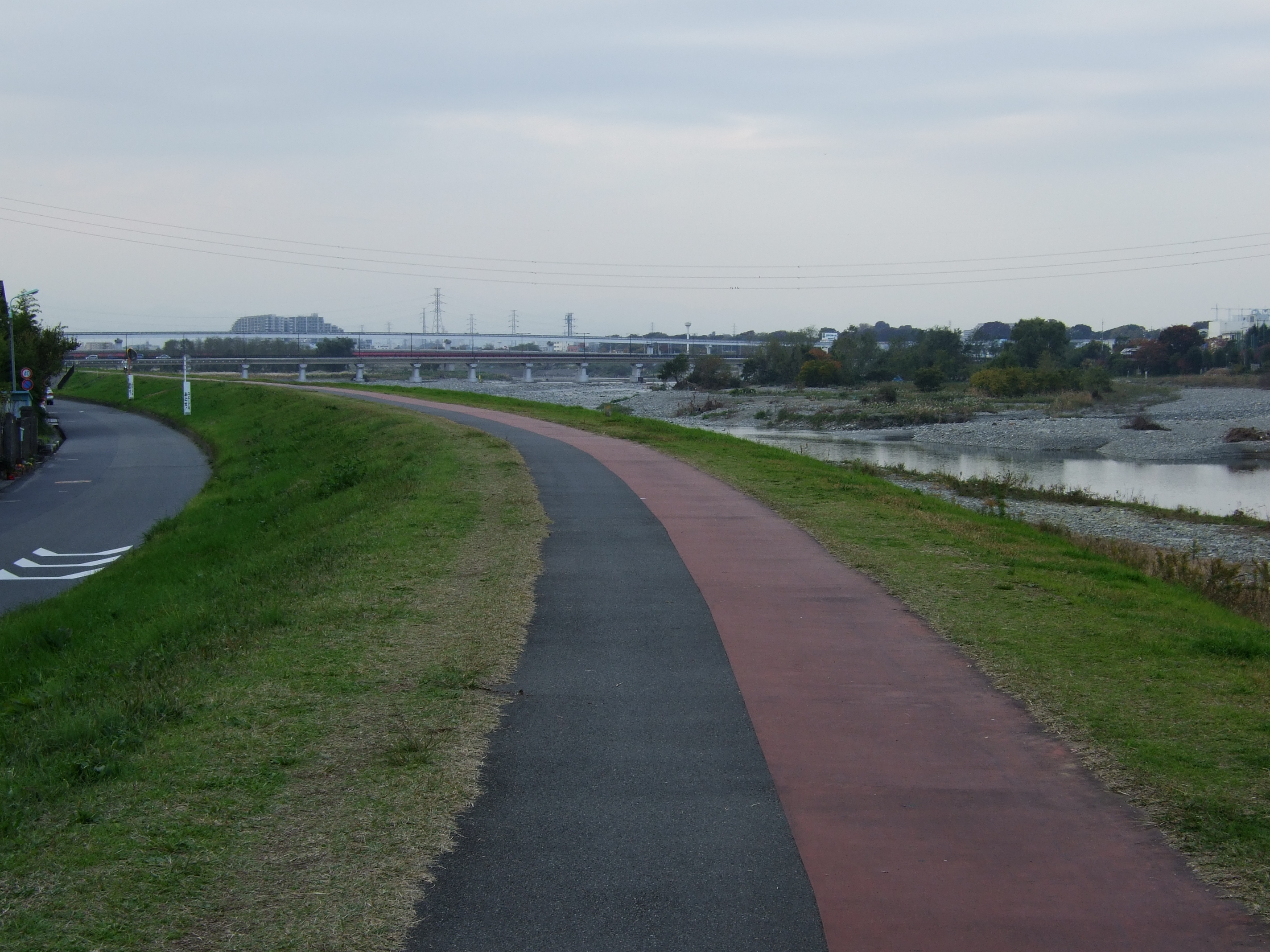
右岸

### 立日橋から多摩大橋
左岸
（立日橋 - 中央本線橋梁 - 多摩大橋）
全区間が舗装路である。以前は多摩大橋の手前よりしばらく未舗装路だったが、現在は全区間舗装されている。
右岸
（立日橋 - 中央本線橋梁 - 多摩大橋）
暫くは舗装路が続くが、中央本線橋梁で突然道が無くなり、一旦河川敷に下りる。
谷地川合流部から新旭橋（谷地川最下流の橋）までは舗装路となる。新旭橋を越えると再びダートとなっていたが、現在では多摩大橋まで舗装されている。

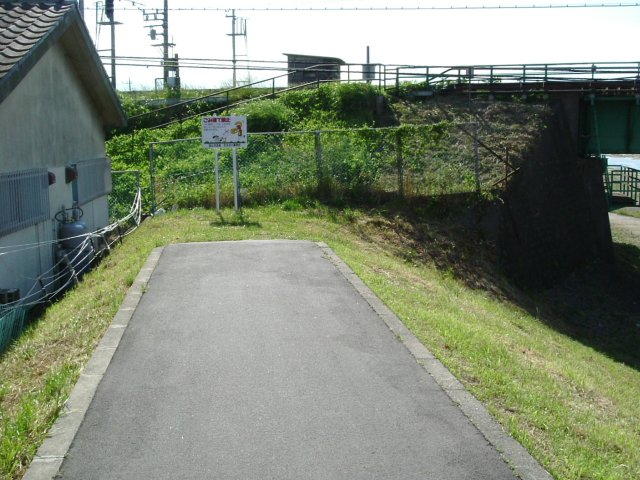
右岸 中央本線橋梁で途切れた道
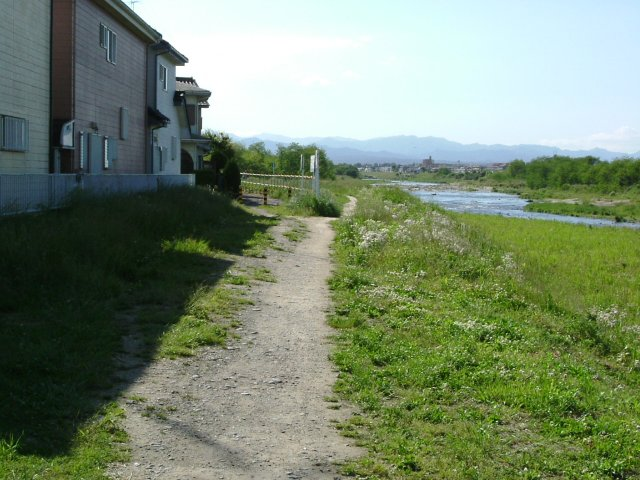
右岸 谷地川手前の未舗装路
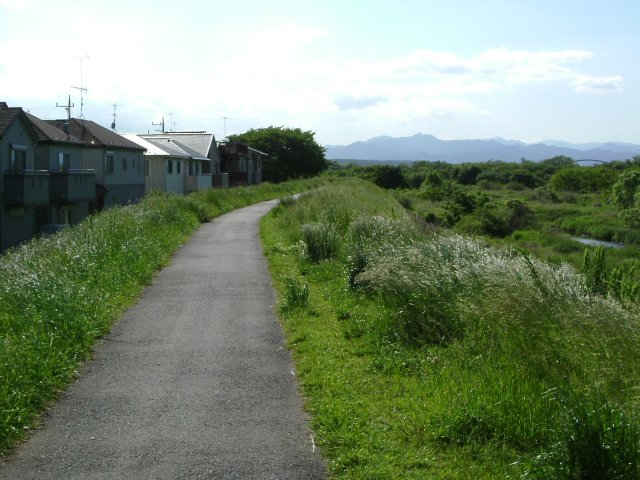
右岸 谷地川溯上中の舗装路
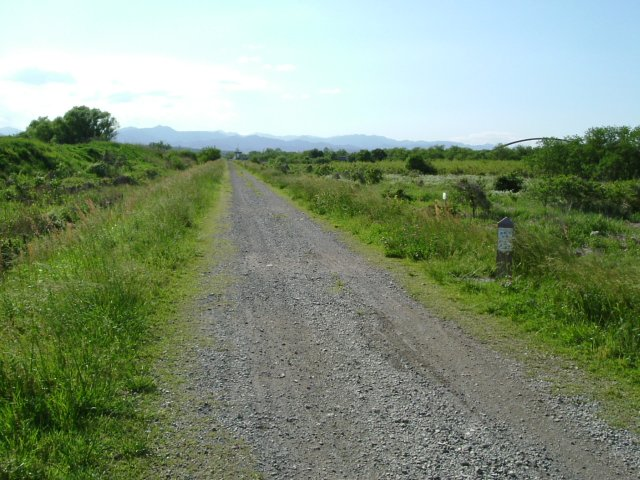
右岸 谷地川越え後のダート

### 多摩大橋から拝島橋
左岸
（多摩大橋 - 八高線橋梁 - 拝島橋）
ほぼ舗装路であるが、大神公園運動場を過ぎると多摩川遊歩道になる。
右岸
（多摩大橋 - 八高線橋梁 - 拝島橋）
多摩大橋は工事中のため、下を潜る事ができない。
全域を通じて未舗装路だったが、現在は多摩大橋から八高線を越え日野用水堰のやや上流側まで舗装されている。ただし八高線を潜る部分は未舗装。この舗装路終端から未舗装の山道が森の中に延びており、上流側で旧昭島市立ひまわり児童園跡の前で再び舗装路に出て拝島橋まで続いている。

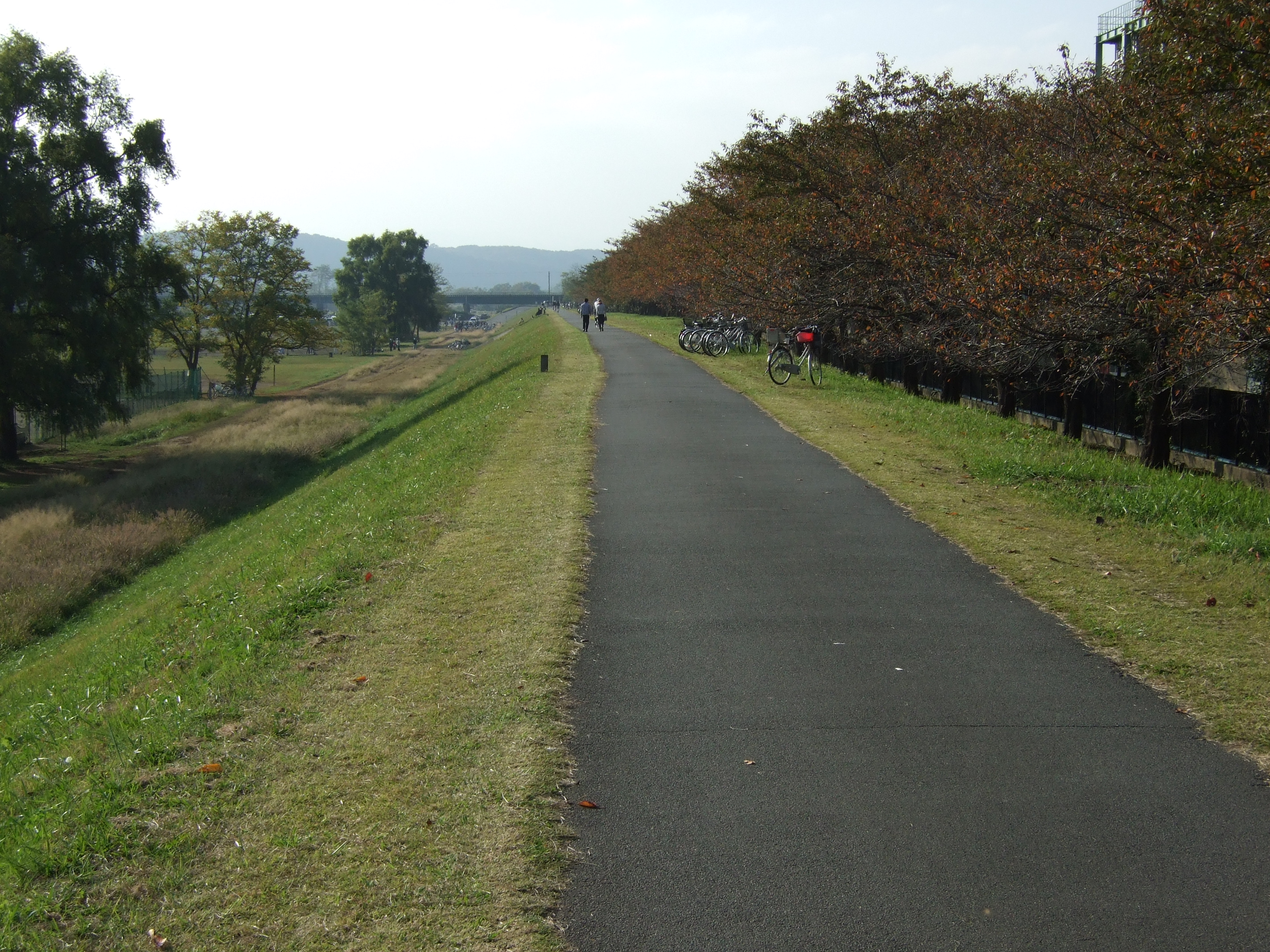
左岸 くじら運動公園付近
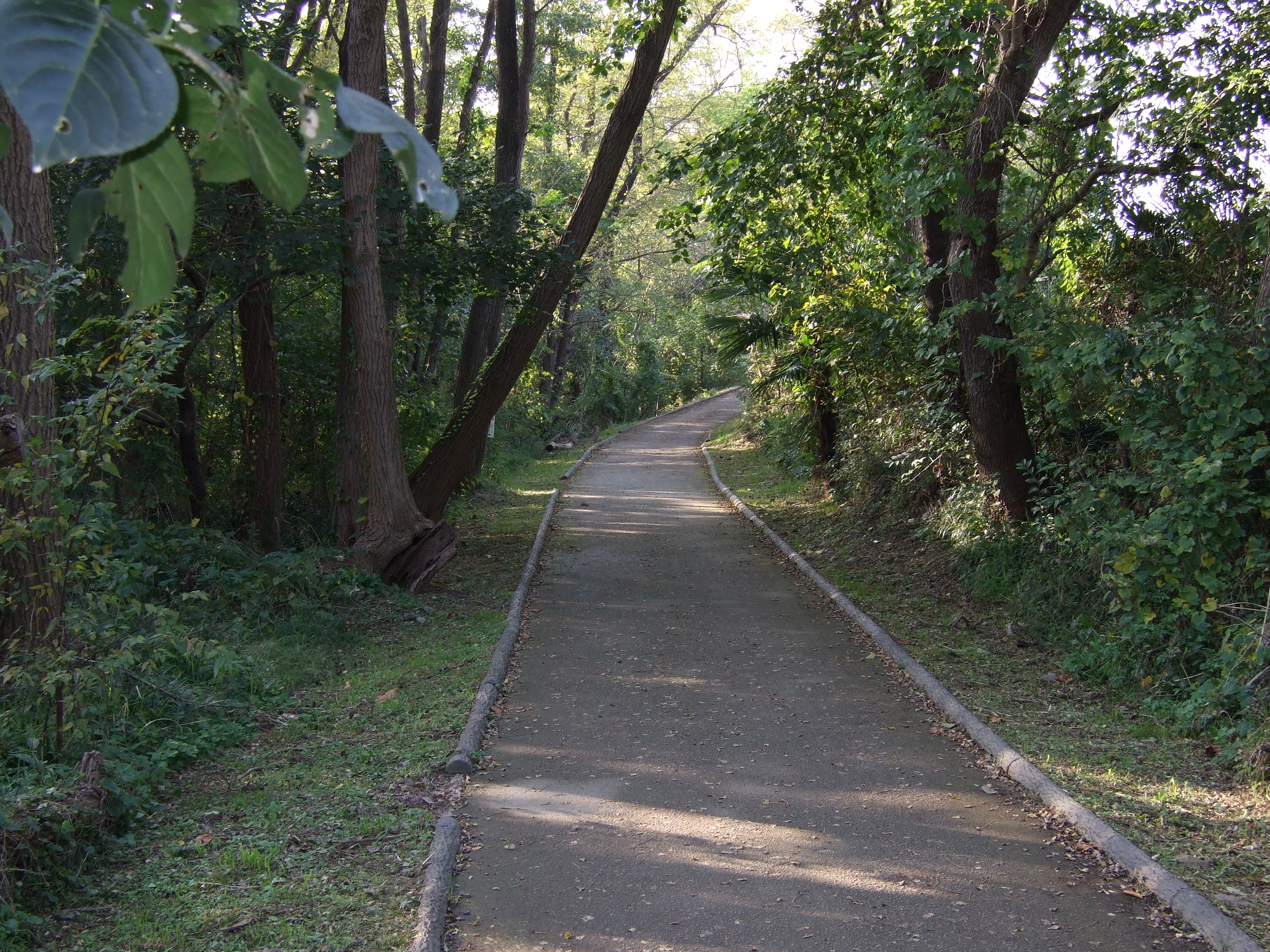
左岸 多摩川遊歩道
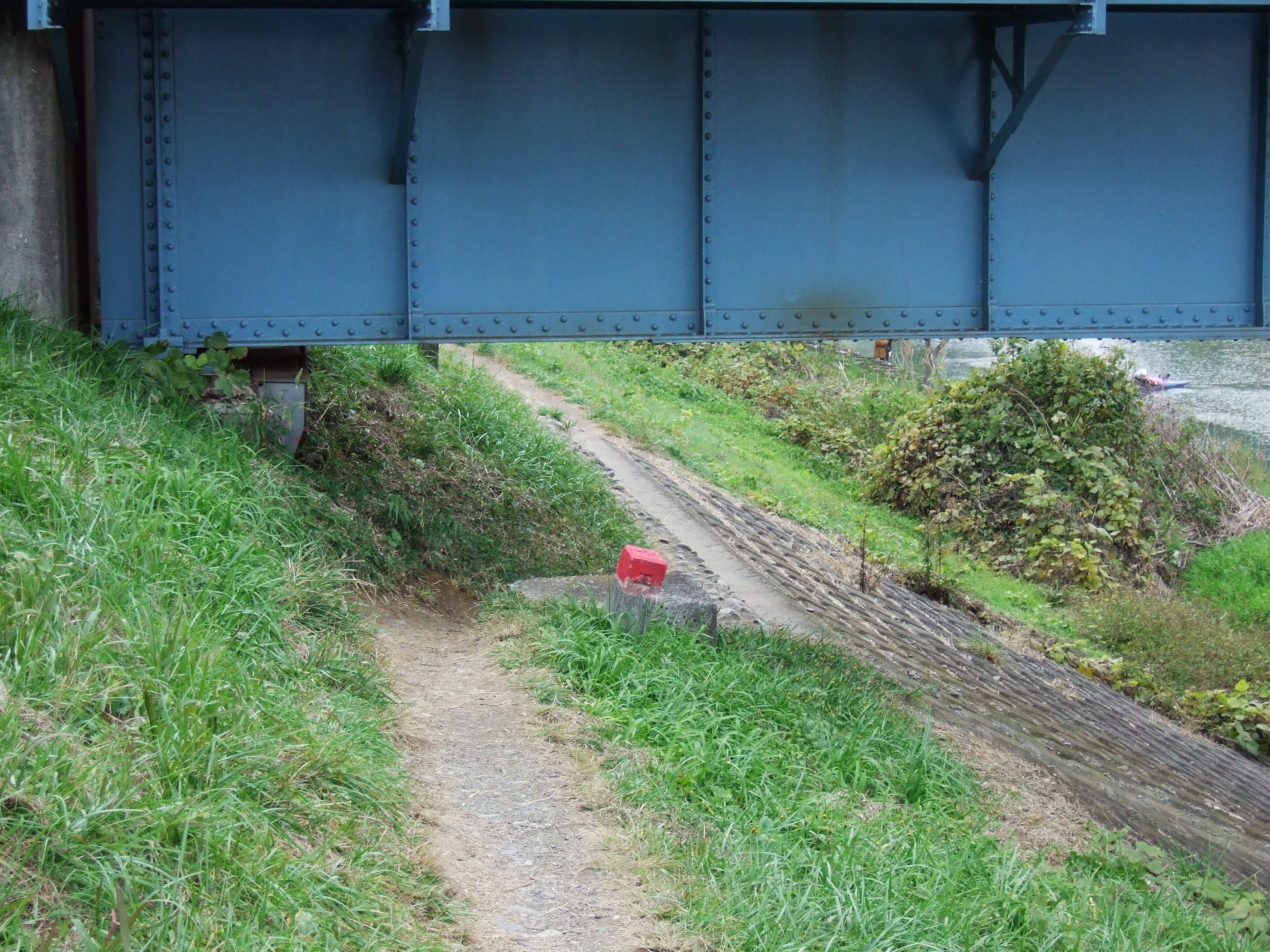
右岸 八高線橋梁下
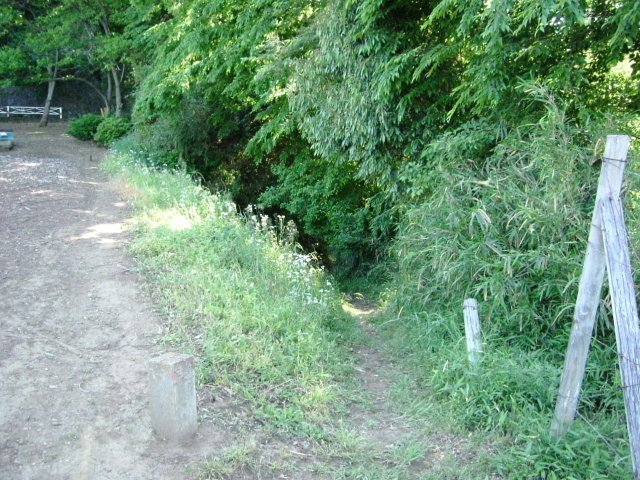
右岸 森に分け入る

### 拝島橋から睦橋
左岸
（拝島橋 - 拝島水道橋 - 睦橋）
昭島市拝島町五丁目には「食い違い」と呼ばれる堤防が途切れて平行している箇所がある。
福生市に入ると福生南公園、そしてそこにある野球場脇を通る。
右岸
（拝島橋 - 拝島水道橋 - 秋川河口 - 睦橋）
滝が原運動場専用道路を通る。
運動場を過ぎると農道になり、狭い道が複雑に入り組む。
橋がないので支流の秋川沿いに進むと円通寺に通じる道との交点から舗装路になる。東秋川橋で秋川サイクリングロードと接続している。東秋川橋を越えて対岸から一般道を多摩川方向へに戻る（コの字の迂回になる）と、一般道へ出た後に、あきる野市屎尿処理場（衛生組合の表札あり）の右手がコースの入口で、しばし舗装だがすぐ砂利道や草道になる。睦橋は橋下の芝生路でもパスできるし、一度、一般道へ出てくぐり抜け、また階段や土手を上って復帰することもできる。東秋川橋を直進し睦橋通りを右折すると、睦橋に直行できる。衛生組合の前の通りをまっすぐ行けば土手道を迂回できる。

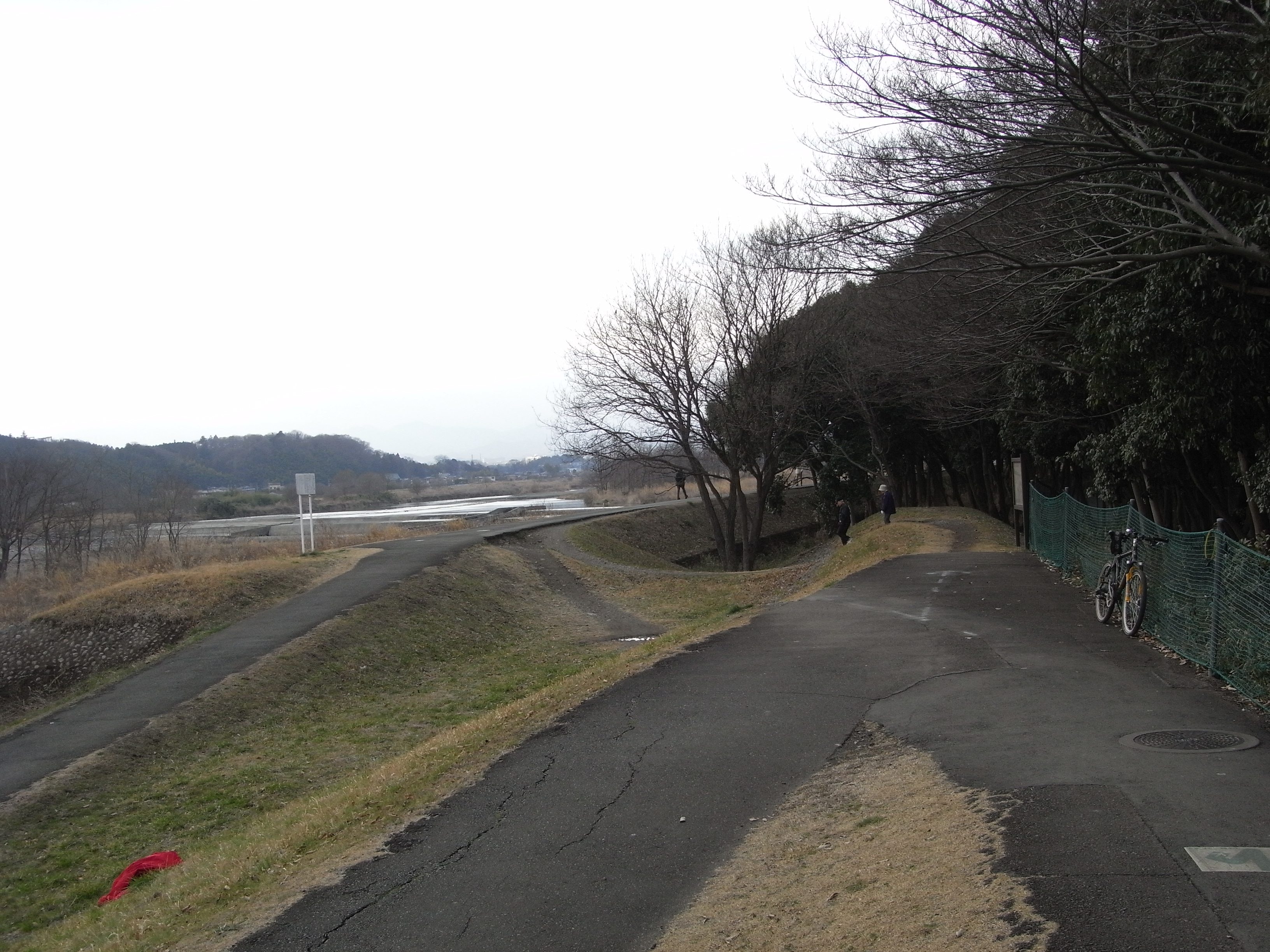
左岸 霞堤らしき堤防が途切れて平行している部分(下流側から撮影)
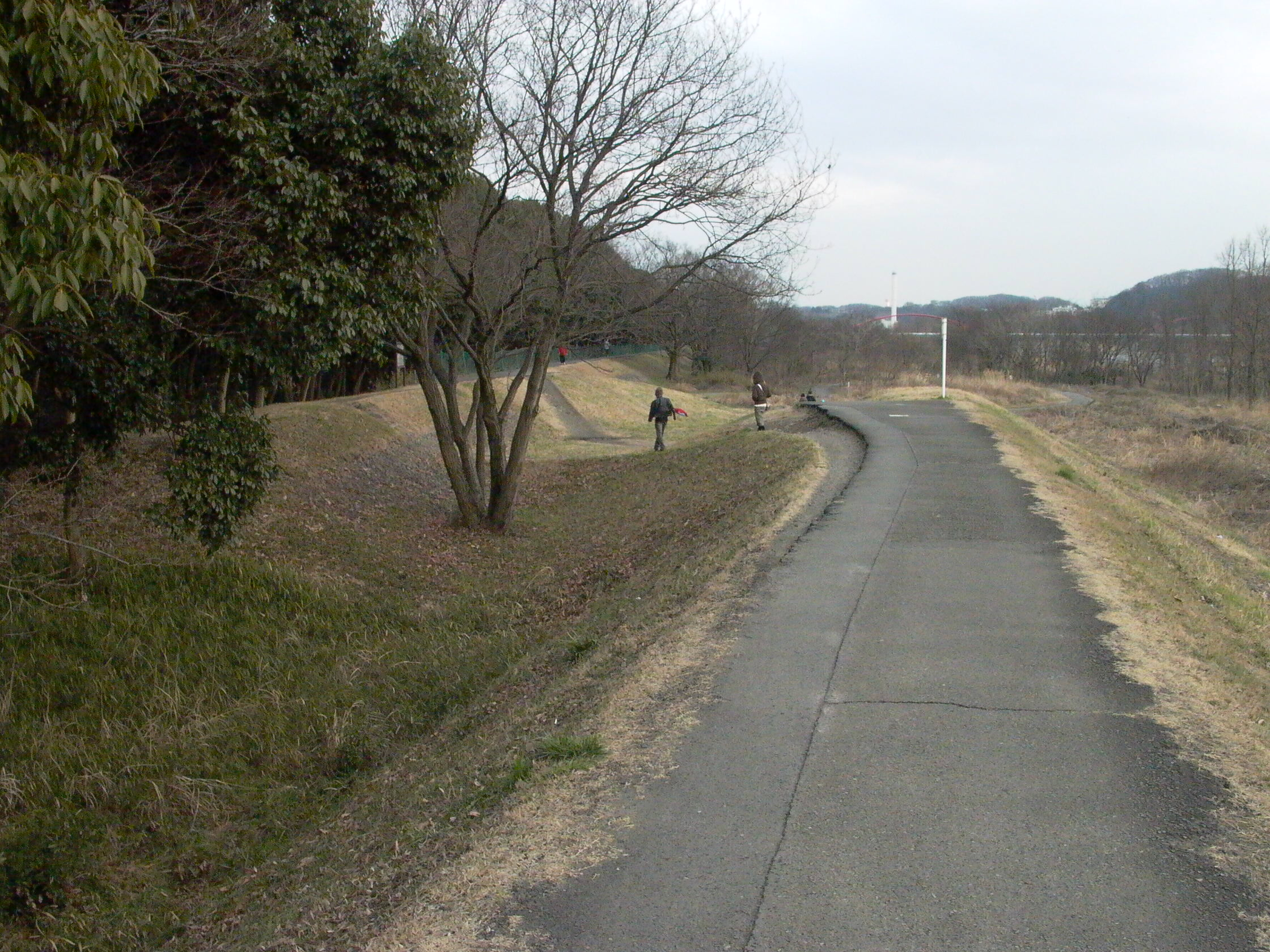
左岸 霞堤らしき堤防が途切れて平行している部分(上流側から撮影)
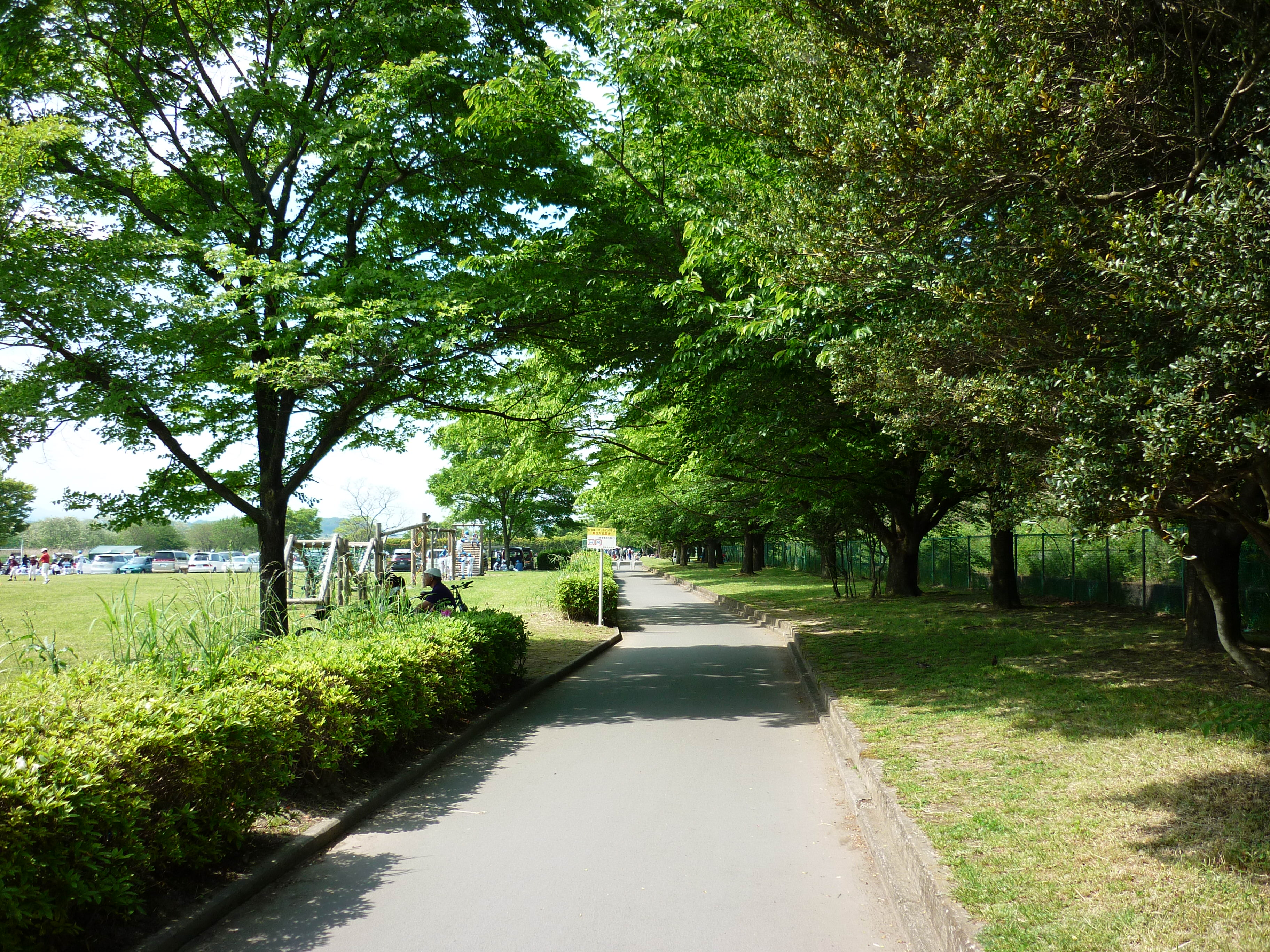
左岸 多摩川緑地福生南公園
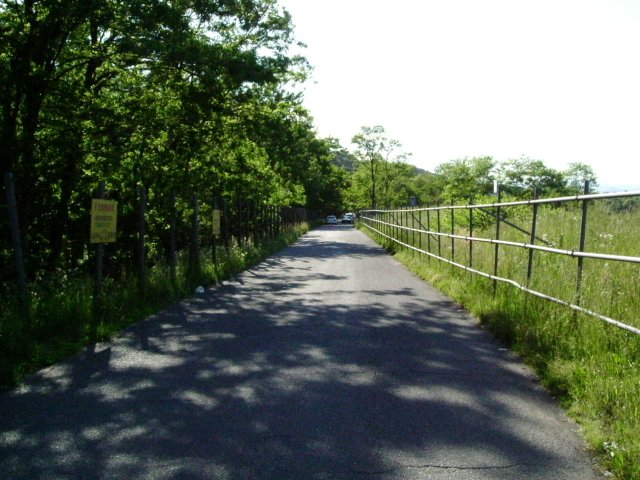
右岸 滝が原運動場専用道路
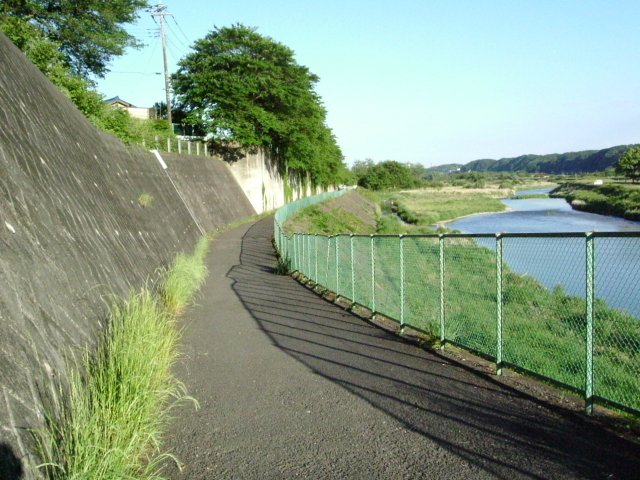
右岸 秋川沿道 法林寺付近

### 睦橋から多摩橋
左岸
（睦橋 - 五日市線橋梁 - 多摩橋）
舗装路が続くが、多摩川中央公園に下りてから同公園を抜けるまでの区間のみダートになっている。
右岸
（睦橋 - 五日市線橋梁 - 平井川河口（多西橋） - 多摩橋）
睦橋の先にはあきる野市立の運動場があり、車両も入れるため舗装されている。五日市線橋梁下からしばらく未舗装になり、いったん一般道へ出て平井川沿いの狭い未舗装路でコースに復帰する。多西橋を右へ渡ると多摩橋に出る。多摩橋から先はコースがないため、山の手の一般道へ迂回する。

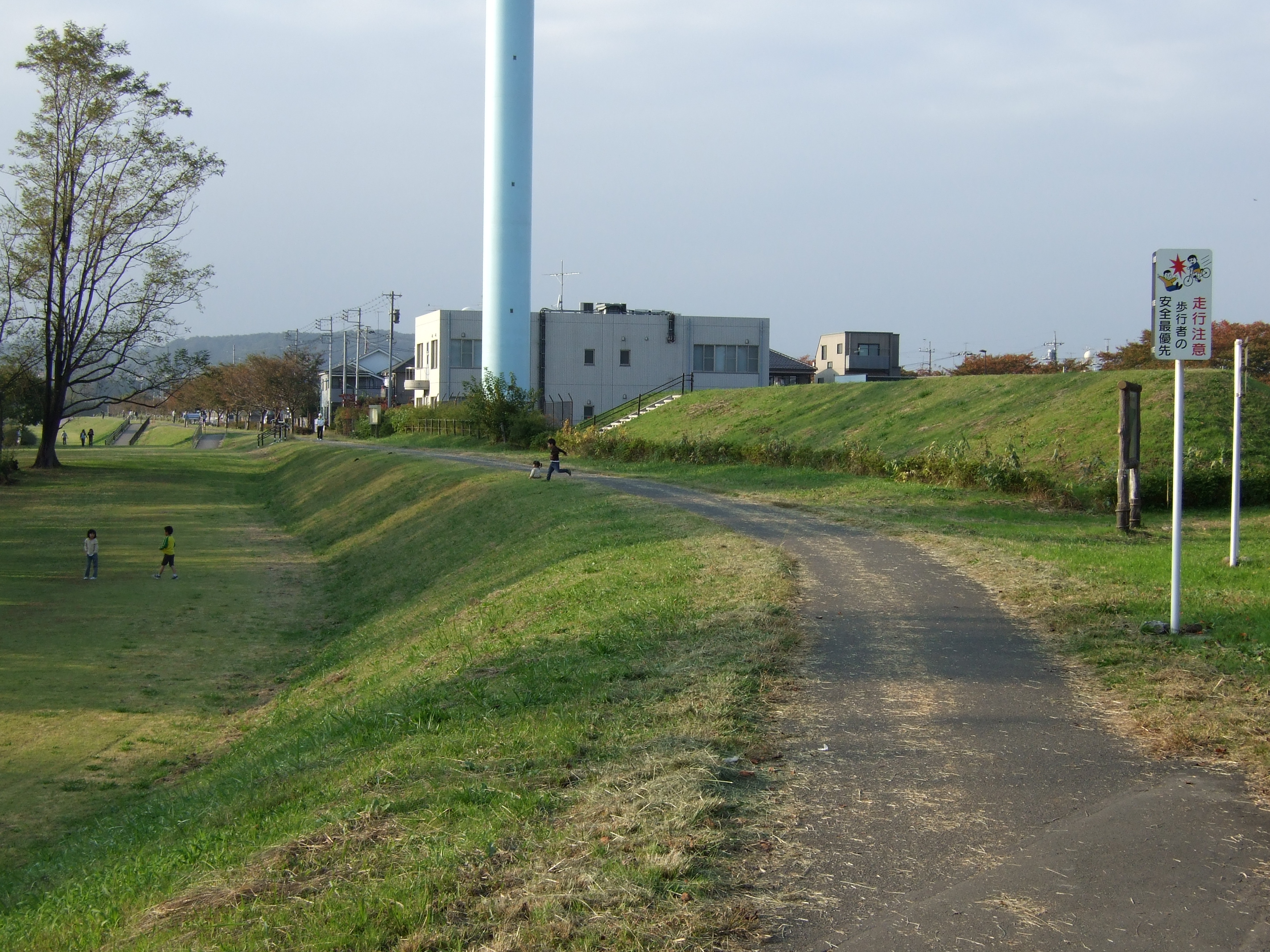
左岸 多摩川中央公園と京浜河川事務所多摩川上流出張所
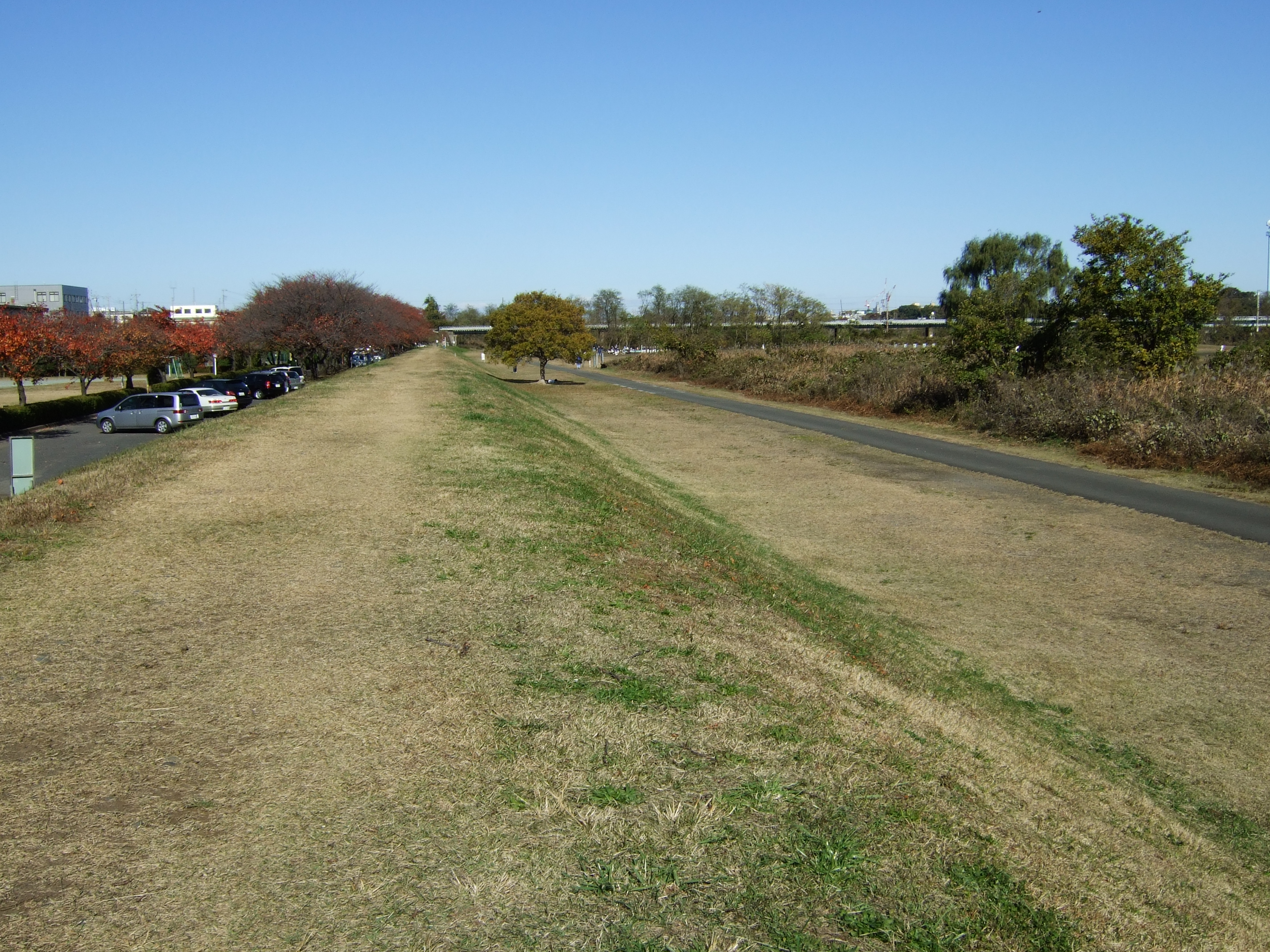
右岸 堤防上の未舗装路と河川敷の舗装路

### 多摩橋から永田橋
左岸
（多摩橋 - 永田橋）
舗装路が続くが、分岐点に案内が無く福生柳山公園に入ると非舗装路になる。
永田橋架替工事完了後、横断歩道下に歩行者・自転車用トンネルが完成。
右岸
（多摩橋 - 永田橋）
サイクリングロードは無いため、住宅街へ迂回する。

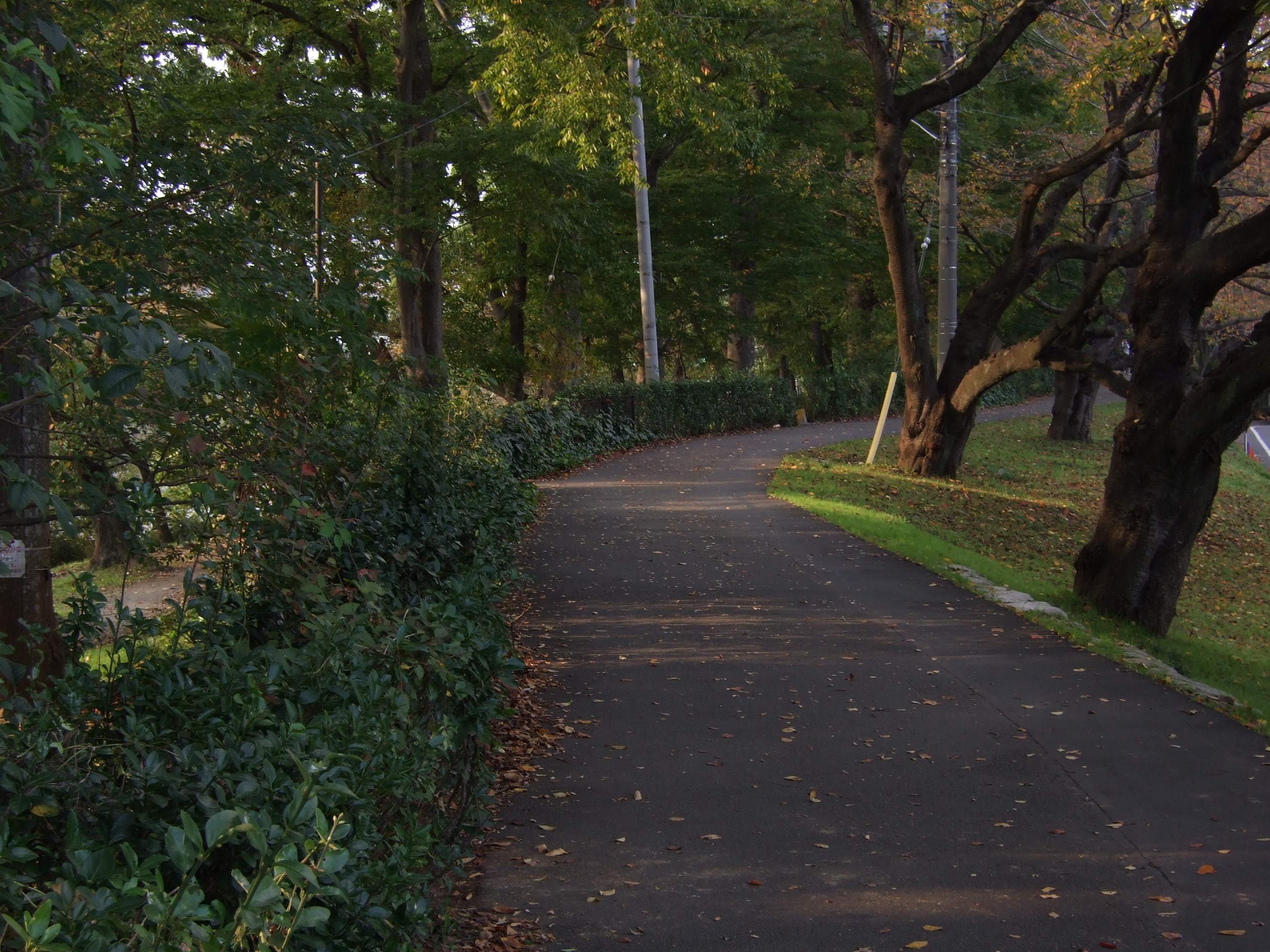
左岸
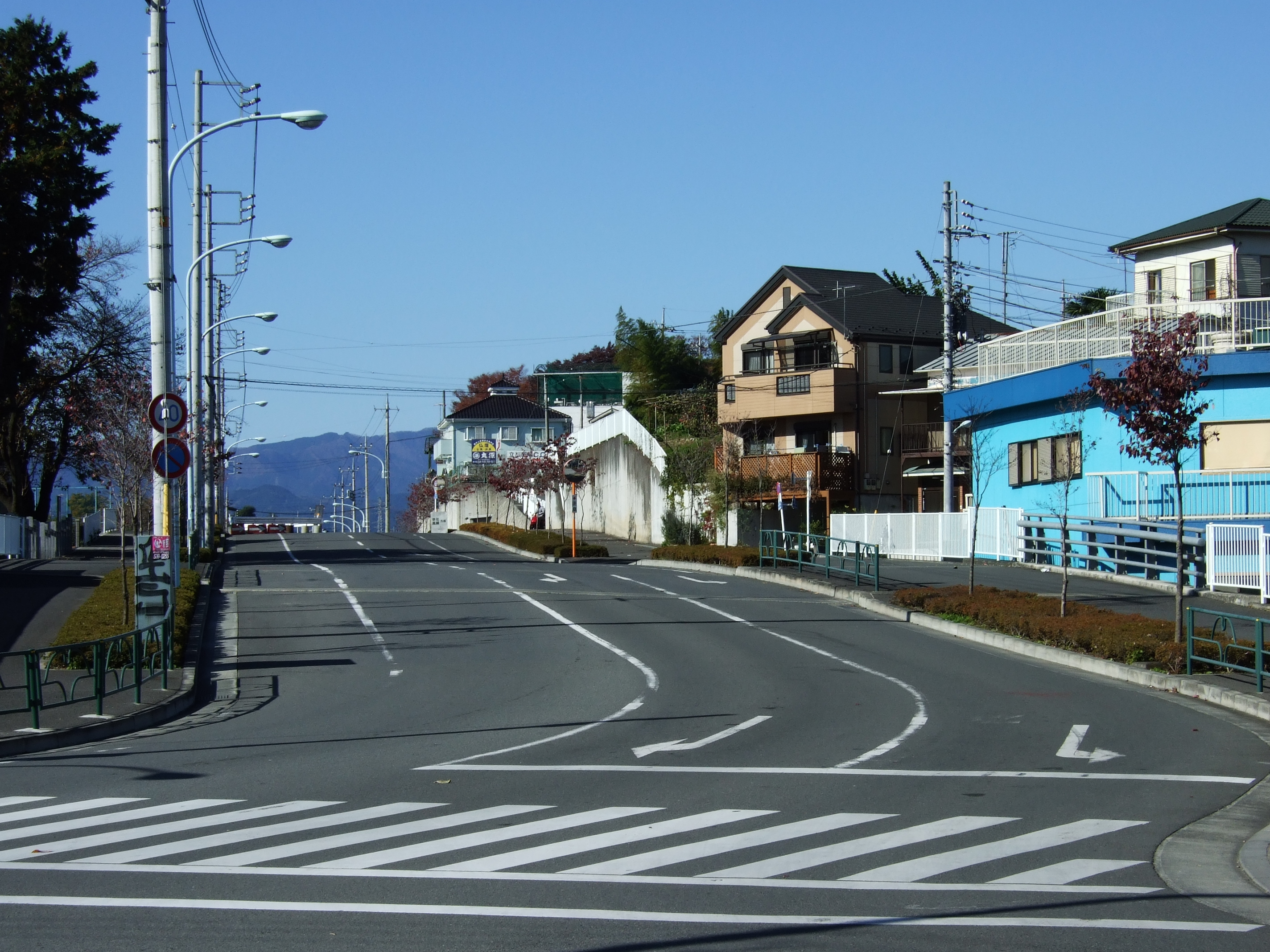
右岸 多摩橋脇の一般道（右奥のバイクが居る脇道を上った先に迂回路への入口がある）
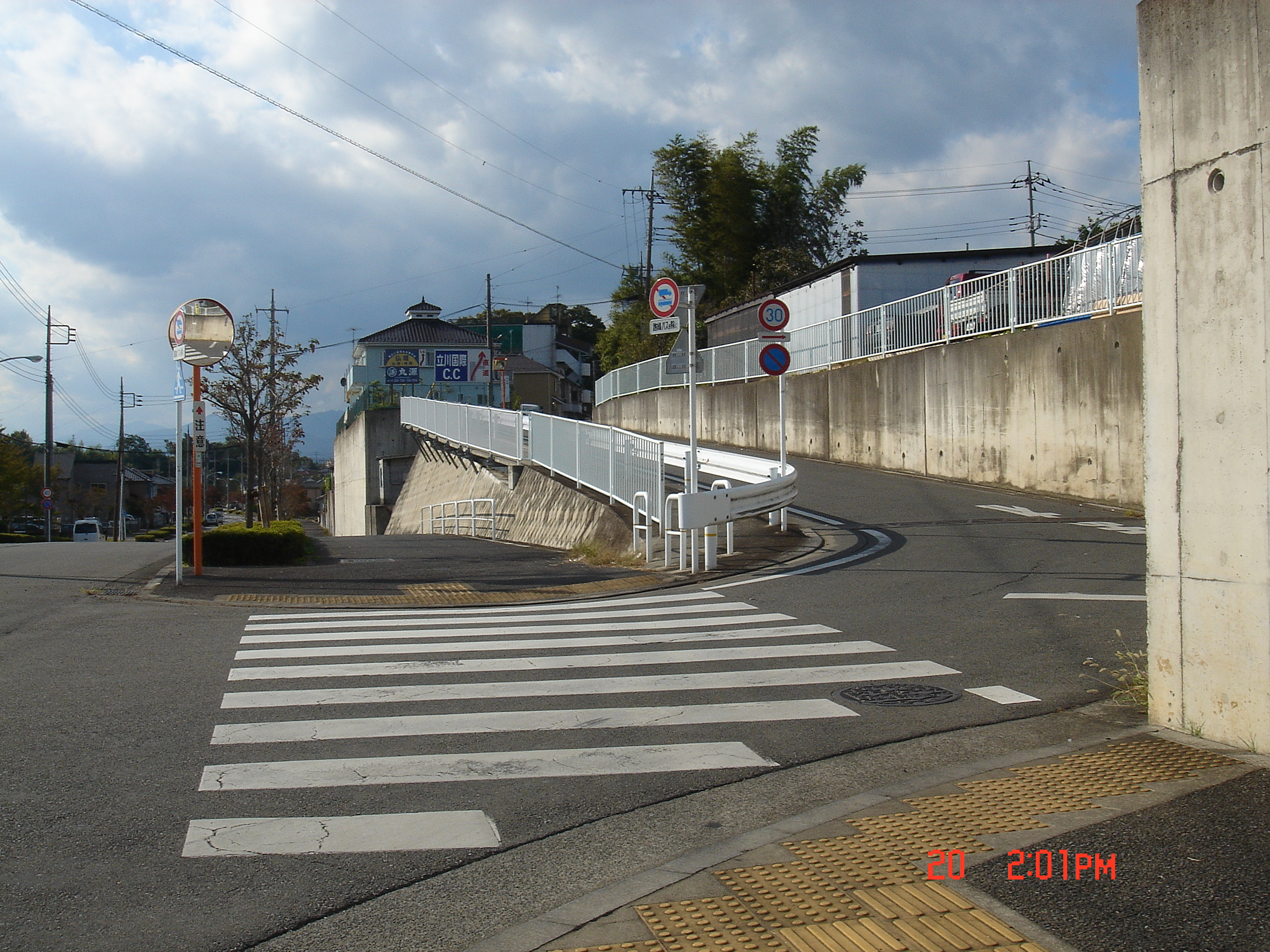
右岸 迂回路の坂道。ゴルフ場看板の地点でまたT字路を右折する。

### 永田橋から羽村大橋
左岸
（永田橋 - 羽村大橋）
途中にある福生かに坂公園の脇を通る。
右岸
（永田橋 - 羽村大橋）
先の項で説明の通り、山の手の迂回路（グーグルなどの地図上では、この区間は都道29号線の支線になっている）を進む。都道を陸橋でまたいできた場合は「草花通り」との交差点にさしかかるが、基本的に山の手の崖沿いの道へ進む。羽村大橋西詰で羽村草花ハイキングコースを横断し、やがて羽村取水堰の歩道橋の付近に至り、ここが実質的な終点である。

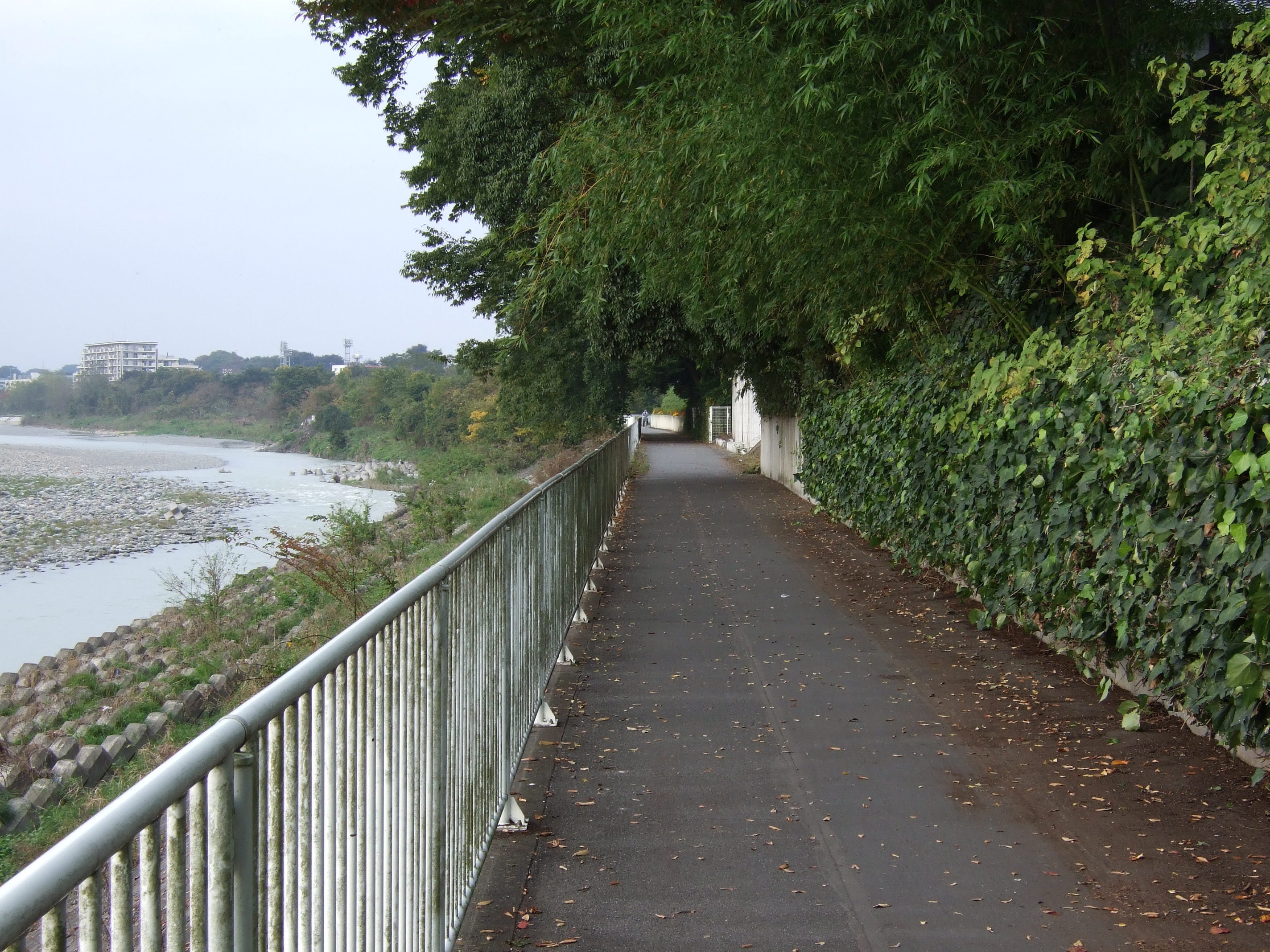
左岸 永田橋付近
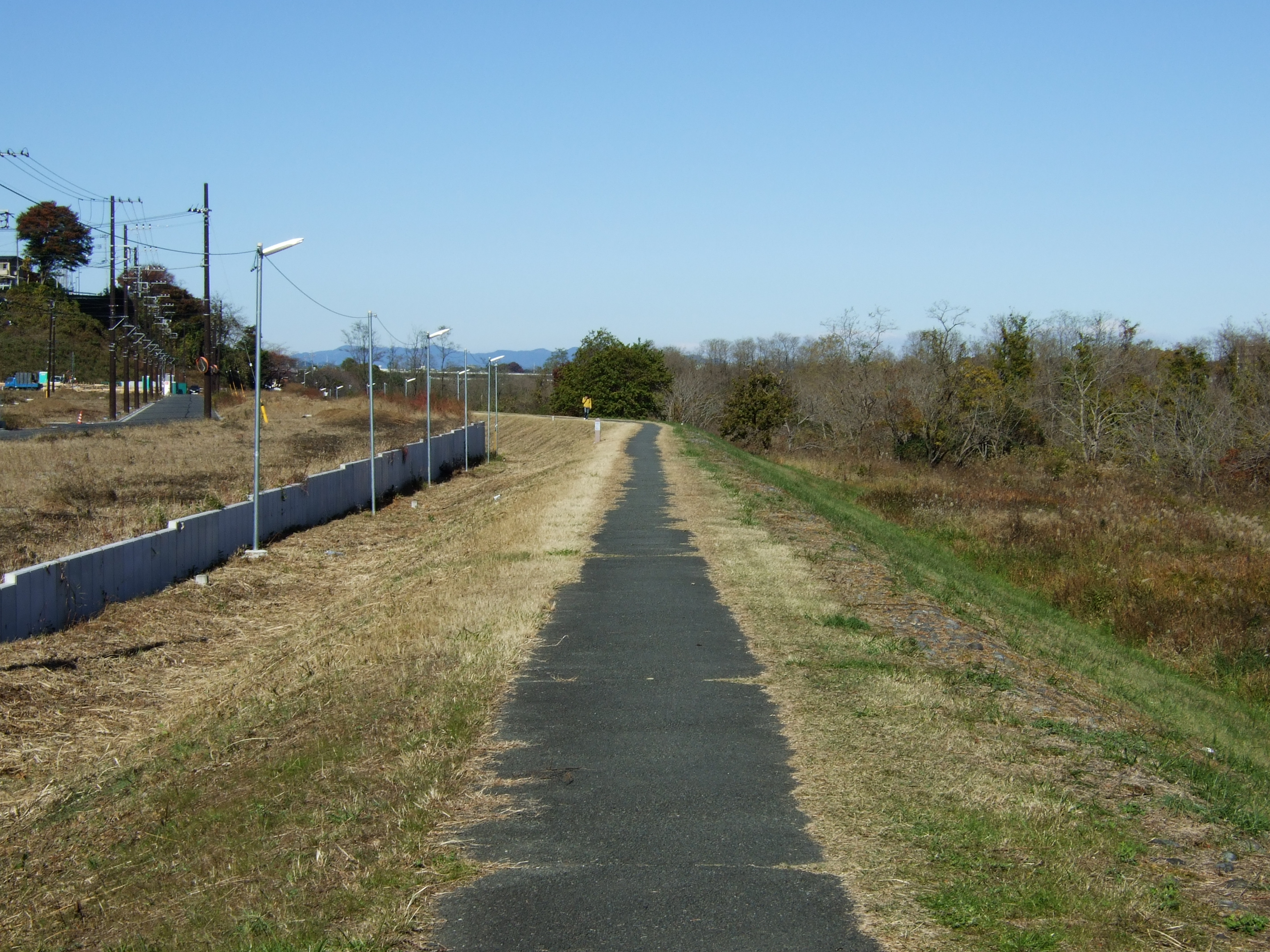
右岸

### 羽村大橋から羽村堰堤・羽村市郷土博物館
左岸
（羽村大橋 - 羽村堰下橋 - 羽村堰堤）
舗装路が続くが、羽村堤下公園内は未舗装。
たまリバー50キロの愛称が使われている区間としては、羽村堰下橋とのT字路分岐が上流側の起点(終点)の0Km地点として記されている。
右岸
（羽村大橋 - 羽村堰下橋 - 羽村市郷土博物館）
堤防上に未舗装路があるが、羽村大橋側から道が繋がっていない。羽村堰下橋（歩道橋）の接続口付近から舗装路になり、羽村市郷土博物館・旧下田家住宅の裏手で道が途切れる。

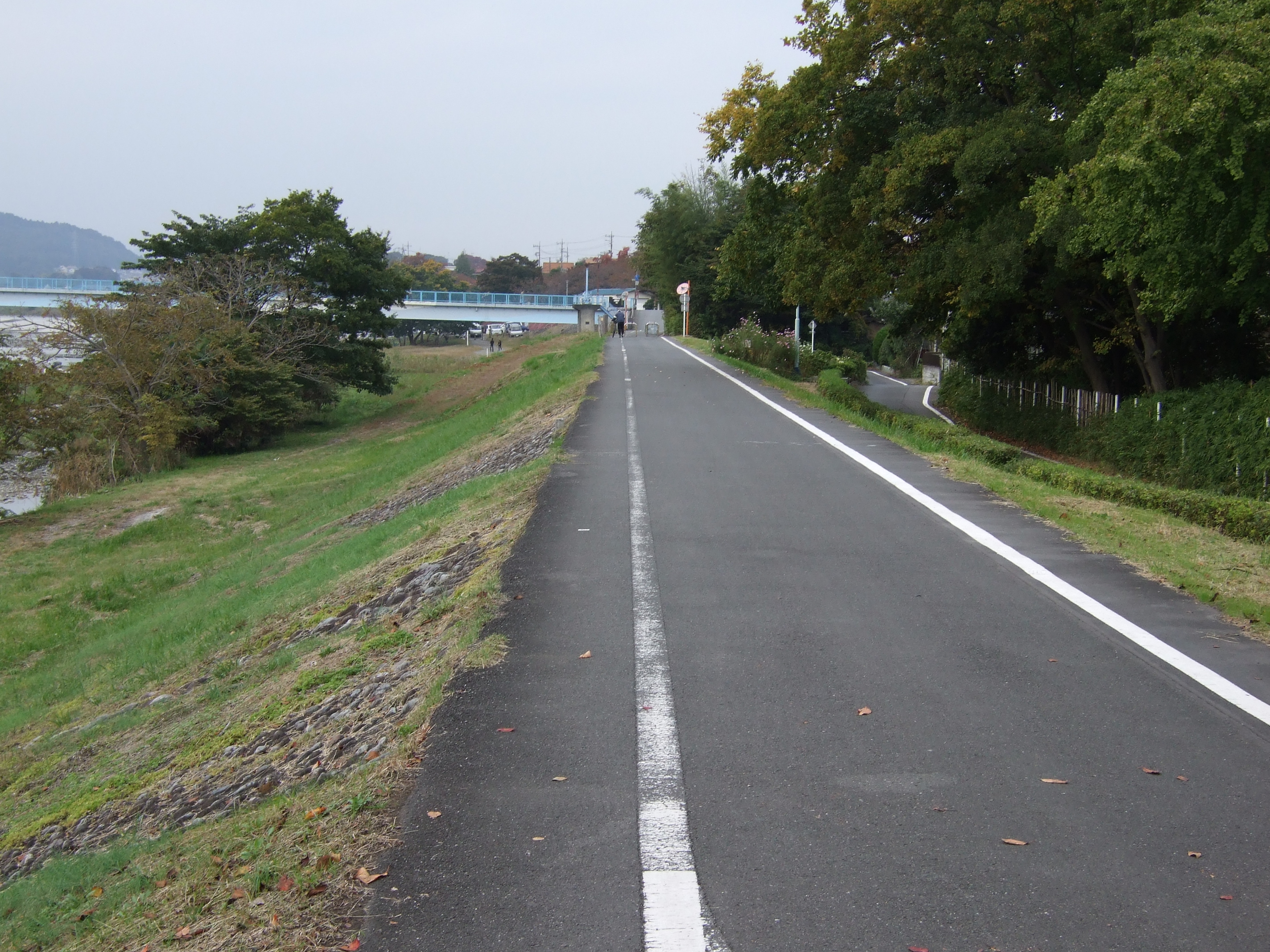
左岸 羽村堰下橋付近
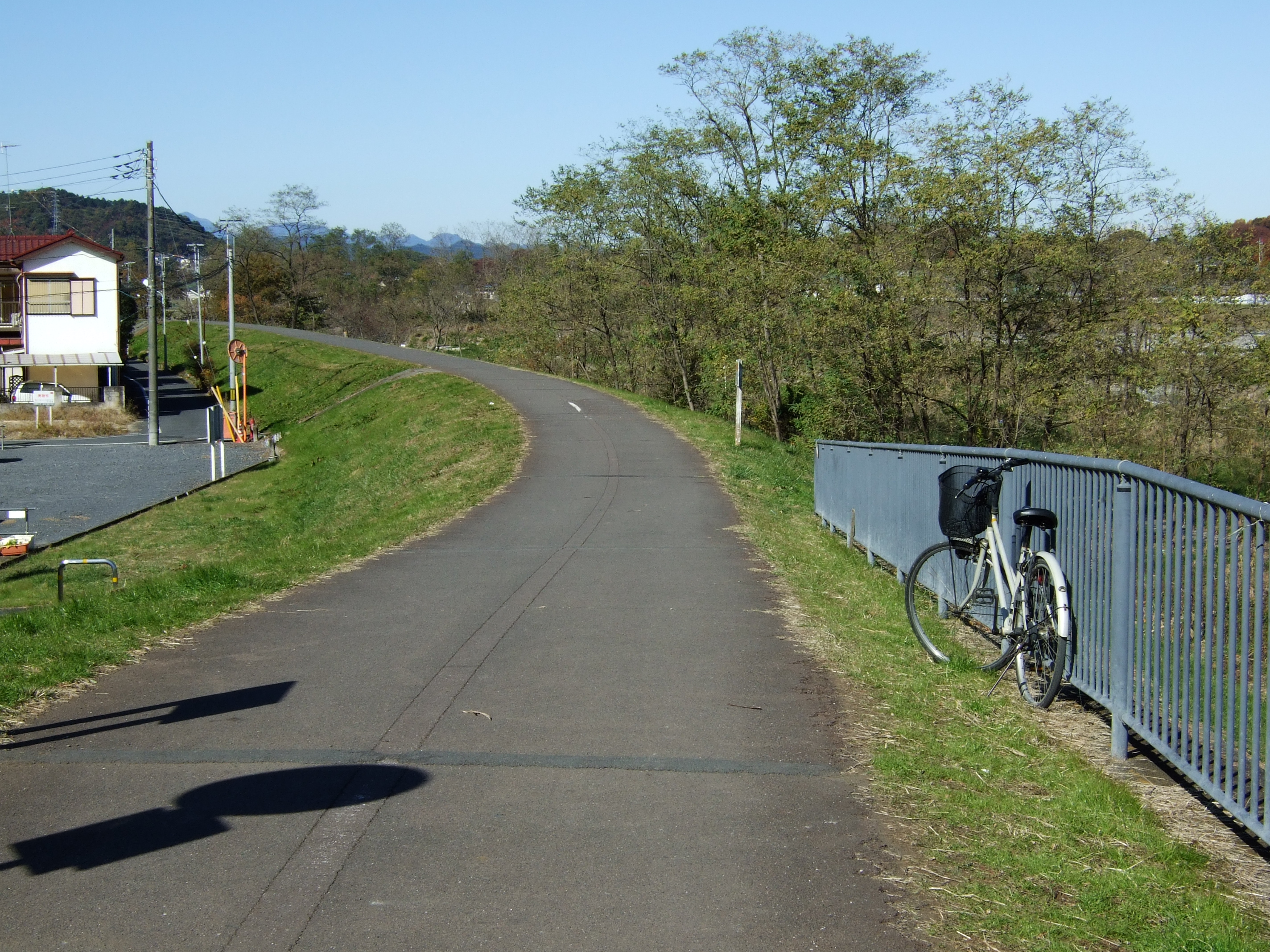
右岸 羽村堰下橋付近
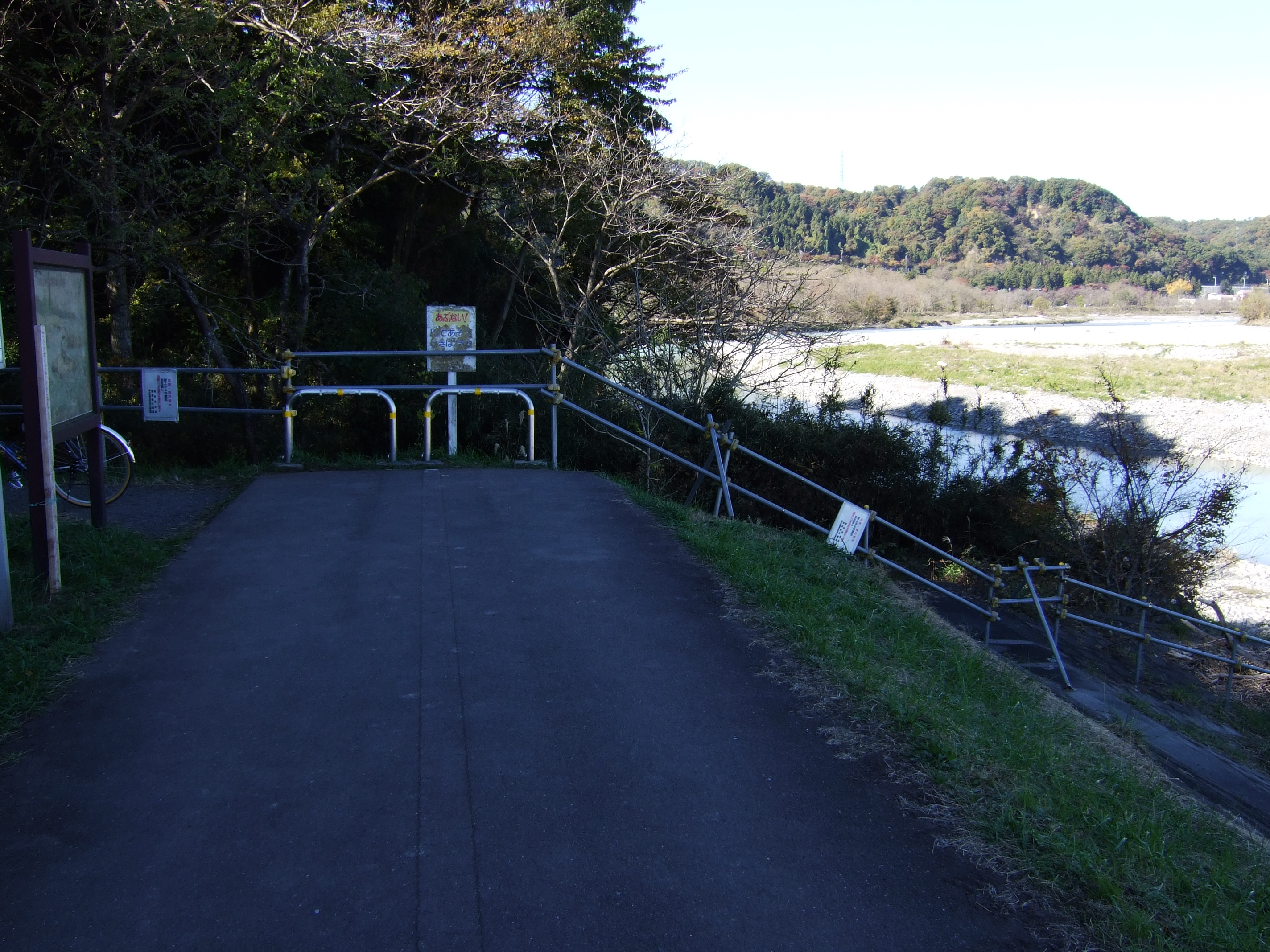
右岸 郷土博物館裏（終点）

### 羽村堰堤から阿蘇神社
左岸
（羽村堰堤 - 阿蘇神社）
羽村堰堤脇で階段を通過する。すぐ左手の側道へ左折すると、運動場沿いのジョギング・サイクリングコースが700 mほど続き未舗装で阿蘇神社南門に到達し、終点となる。
この末端区間は、たまリバー50キロの愛称区間には含まれていない。

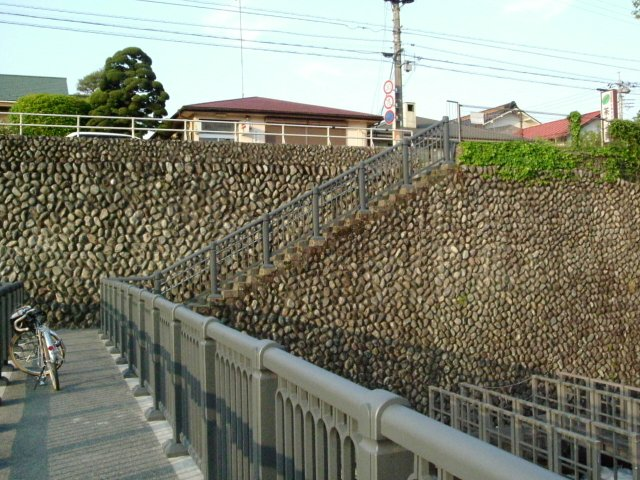
左岸 羽村堰堤脇の階段
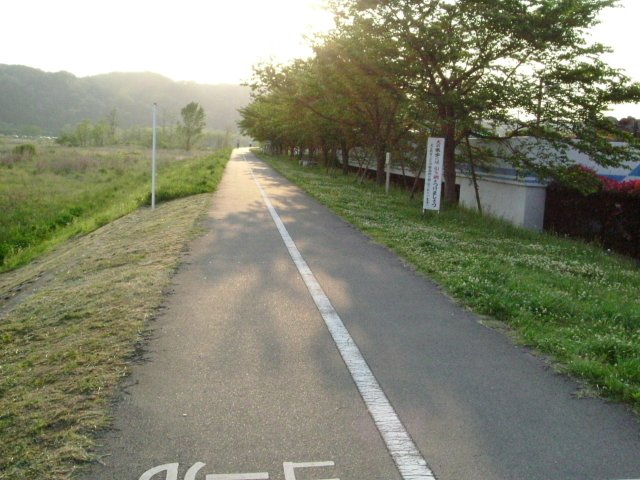
左岸 旧奥多摩街道のマラソンコース
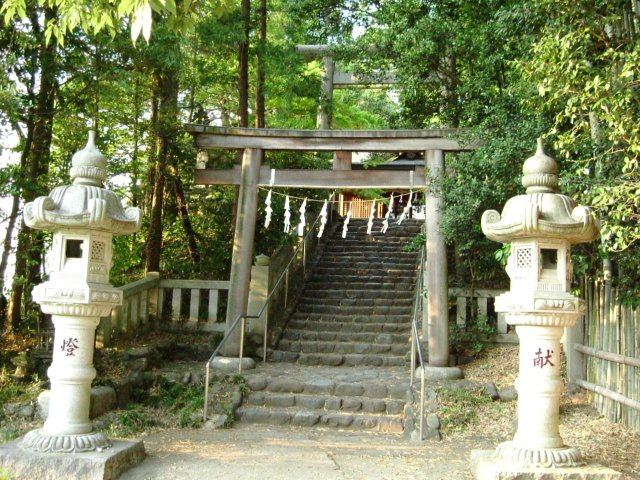
左岸 阿蘇神社（終点）